# Real Club Recreativo de Huelva
El Real Club Recreativo de Huelva, S. A. D. es una entidad polideportiva de Huelva (Andalucía, España) con secciones de: fútbol, fútbol playa, rugby, baloncesto y bádminton (en sus inicios tenía también secciones de críquet y tenis). Su sección de balompié disputa actualmente la Primera Federación (3ª categoría del fútbol español), tras ascender en la campaña 2022-23. Fundado en 1889, es el club de fútbol más antiguo de existencia ininterrumpida del país, motivo por el cual es conocido como el «decano del fútbol español» o, simplemente, el «Decano».
Es el vigesimoprimer equipo con más simpatizantes de España (0,4 %) según encuesta del CIS de mayo de 2007. Además, sus aficionados recibieron por parte de la LaLiga el reconocimiento en 2009 de «jugador número 12», reconociendo así su implicación y buen hacer en favor del buen fútbol y el hermanamiento entre aficiones. En 2002, la Fundación Recre fue inscrita en el Registro de Fundaciones Privadas de Carácter Cultural y Artístico, Asociaciones y Entidades Análogas de Andalucía.
En cuanto a logros deportivos, «el Decano» vivió sus «años dorados» durante la primera década del siglo XXI, consiguiendo dos ascensos a Primera División, proclamándose en uno de ellos (temporada 2005-06) como campeón de Segunda y llegando por primera vez en su historia a la final de un campeonato oficial, proclamándose subcampeón en 2003 de la Copa del Rey tras caer derrotado 0-3 ante el RCD Mallorca. En cuanto a distinciones individuales, el Recreativo es la entidad que más Trofeos Zamora ha conquistado en Segunda División y el único que lo ha hecho con tres guardametas diferentes: César Quesada, Toño Martínez y Vicente Guaita. Aparte, Uche conquistó el Trofeo Pichichi de Segunda en 2006 con 20 goles y Marcelino García Toral se hizo con la segunda edición del Trofeo Miguel Muñoz de Primera División otorgado por el diario Marca, empatado a puntos con el técnico sevillista Juande Ramos. A su vez, es el único equipo cuyo guardameta portaba un escudo distinto al resto de jugadores en la indumentaria.

## Historia

### Origen del Recreativo de Huelva (1878-1888)
En 1878 el Club Inglés de Río Tinto, coincidiendo con la llegada a Huelva del Dr. Williams Alexander Mackay, verdadero promotor del football en la capital de Huelva, decidió crear en la ciudad onubense una «Sociedad de Juego de Pelota» que mantuvo actividad en años sucesivos (1885, 1886 y 1887).[cita requerida] Esta sociedad dependiente del Club Inglés de la cuenca minera ya practicaba el football entre otros deportes típicamente ingleses.
El desarrollo en el tiempo de esa «sociedad de football» se ve corroborada con el manuscrito encontrado por la familia de D. Ildefonso Martínez, antiguo jugador del Recreation Club, en el cual este era invitado por el propio W. A. Mackay a participar en unas «partidas de football y cricket» frente a unos marineros de un buque de carga llamado Jane Cory. Dicho manuscrito fue fechado el 1 de marzo de 1888 y se encuentra expuesto en el museo de historia del fútbol español en la RFEF. Lo relevante de este manuscrito es que en 1888 ya se cita al «Club de Recreo», traducción literal de Recreation Club. Todo indica, pues, que esa «Sociedad Juego de Pelota» de 1884 es el origen del «Club de Recreo» o Recreation Club, que ya en 1887 y 1888 tenía muy normalizada la práctica del football y que en 1889 se oficializa finalmente.[cita requerida]

### Fundación y primeros años (1889-1893)

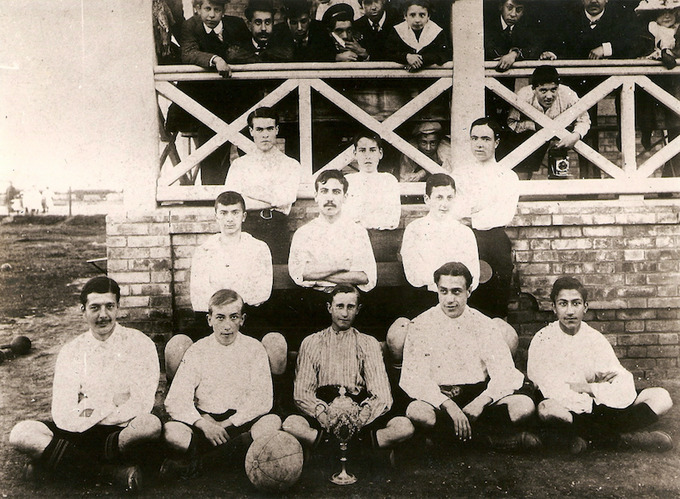
Una de las primeras instantáneas del club (Primer equipo andaluz en participar en el Campeonato de España, 1906).

A finales del siglo XIX, desde al menos la década de los años 1870 (1873 en la ciudad), comenzó a practicarse foot-ball en la provincia de Huelva (San Juan del Puerto). Este deporte, traído por inmigrantes de origen anglosajón que trabajaban en empresas mineras de la zona e inicialmente practicado por estas, se afianzó rápidamente entre la población local. Su práctica no llegó entonces desde el norte a través de los Pirineos, sino desde el sur, a partir de ahí la práctica de este deporte se hizo común en otras regiones de la península ibérica.
El inicialmente denominado Huelva Recreation Club fue fundado en la ciudad por Charles Adams y el Dr. Alexander Mackay médico escocés y caballero de gran personalidad que supo atraer y unir aparte de la sociedad onubense en torno a esa nueva empresa. Junto a ellos colaboraron algunas personalidades y trabajadores de las empresas británicos afincadas en la localidad minera de Minas de Riotinto. Años antes, en 1873, la compra de las minas de la Cuenca minera de Riotinto-Nerva a cargo de empresarios ingleses, había permitido la llegada e implantación de una pequeña comunidad inglesa en la ciudad. Estos empresarios y trabajadores trasladaron parte de su cultura y aficiones a la zona, pero intentando integrarla en la sociedad onubense de la época. Así, parte de estos empresarios y con la ayuda de algunos locales, decidieron crear en la ciudad una sociedad con la intención de poder practicar sus deportes tradicionales. Previamente a esta fundación se habían ya celebrado diversos partidos de foot-ball contra marineros ingleses que recalaban en el transitado puerto de la ciudad.

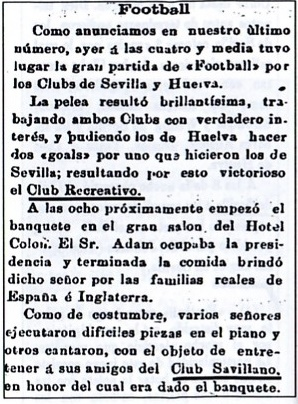
Diario La Provincia, 30 de marzo de 1890, reseñando el encuentro entre el Club Recreativo y el Sevilla Football Club.

La primera junta oficial del club se celebró el día 18 de diciembre (publicada dos días después en el diario La Provincia) y aludía al fomento de diferentes sports, entre ellos el foot-ball. Un lunes 23 de diciembre de 1889 a las 22:00 horas, en el salón de chimeneas del antiguo Hotel Colón se firmó su acta de fundación. Esa reunión había sido convocada por el Doctor Mackay y el empresario alemán afincado en la ciudad Guillermo Sundheim pero también asistieron importantes personalidades como Charles Adams -que fue nombrado presidente de honor- J. Crofto, Hugo Lindemann, A. Lawson, G.M. Speirs, Gout, E. W. Palin y los dos únicos españoles: Pedro Soto y José Muñoz. Por ello el recién creado Huelva Recreation Club se convirtió en el primer club de fútbol en ser fundado en España, siendo por tanto el club decano del balompié español.
Pocos días después de esta reunión se recibió de Londres, en el barco Inglés D. Hugo un cargamento con materiales y equipaciones para la práctica del fútbol y del cricket.
Desde su oficialización el Recreation Club organizaba partidas de cricket y football contra equipos formados por las tripulaciones de los barcos ingleses que llegaban al Puerto de Huelva. Pero el Huelva Recreation también jugó contra equipos de provincias y áreas próximas a Huelva, entre ellos el Club Inglés de Riotinto y el Sevilla Football Club. El 28 de febrero de 1890 aparece en el diario La Provincia una nota de prensa en la que Isaías White invita al Recreation Club a disputar un partido de fútbol en la ciudad hispalense, en el Hipódromo de Tablada, contra un equipo inglés que habían creado recientemente.

«The following letter has been received from the secretary of the Seville football Club.»

Si se traduce al castellano el encabezado lo que quiere decir el cronista es que se ha recibido una carta de “el club de football de Sevilla”, sin que esté refiriéndose a ninguna denominación social en concreto. En contraposición a esto en el texto de la propia carta, aparece entrecomillado “Huelva Recreation Club”, haciéndose así referencia a la denominación social del club. Además, nunca Isaías White indica en el texto de su carta que su club se llame “Sevilla Football Club”, por lo que no se puede hablar de que ese equipo inglés de Sevilla tuviera denominación social. Esto queda reforzado con la revisión de la última parte de esa nota de prensa de 28 de febrero de 1890 en la que se hace la traducción al castellano de la carta en inglés de White refiriéndose al equipo sevillano como «Sevilla Football Club»:

«…el secretario del Club Recreativo de Huelva ha recibido una carta del Club Inglés de Sevilla invitando a los señores socios…»

A continuación se exponen todas las notas de prensa que aparecen en los periódicos de la época en relación con los partidos que juega el Huelva Recreation Club contra el club de Riotinto, el Club Inglés de Gibraltar y que se publican entre 1890 y 1893 en periódicos onubenses. Sin embargo en lo que al club onubense se refiere, estos lo llaman "Recreation Club" reiteradamente.

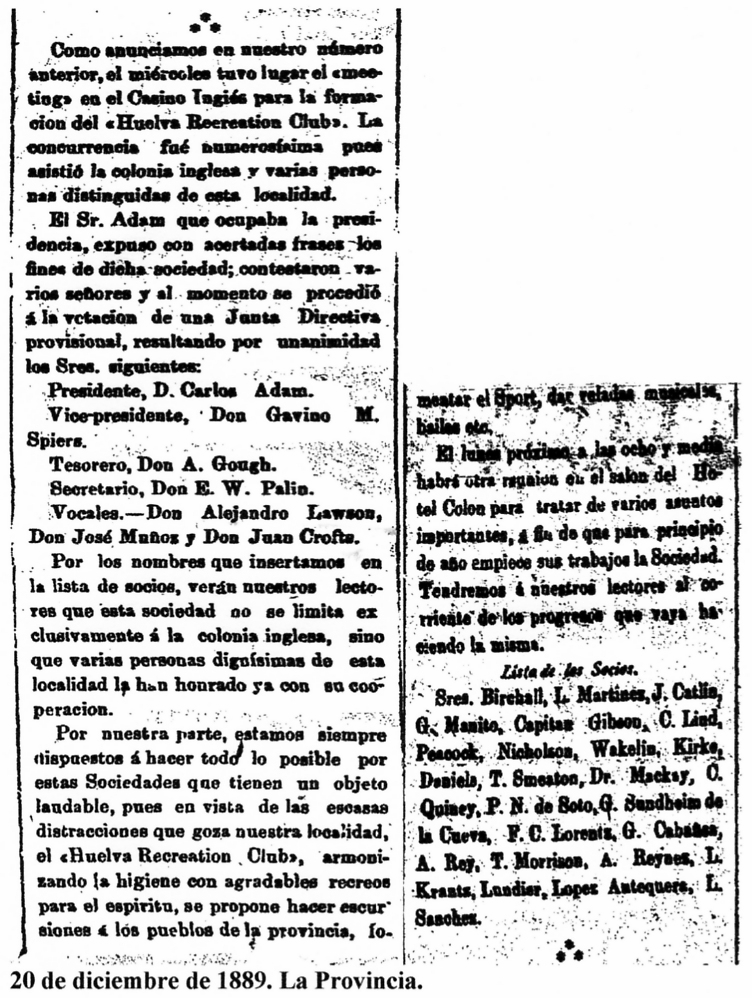
Noticia del diario La Provincia (20 de diciembre de 1889) aludiendo a la primera junta del «Huelva Recreation Club».
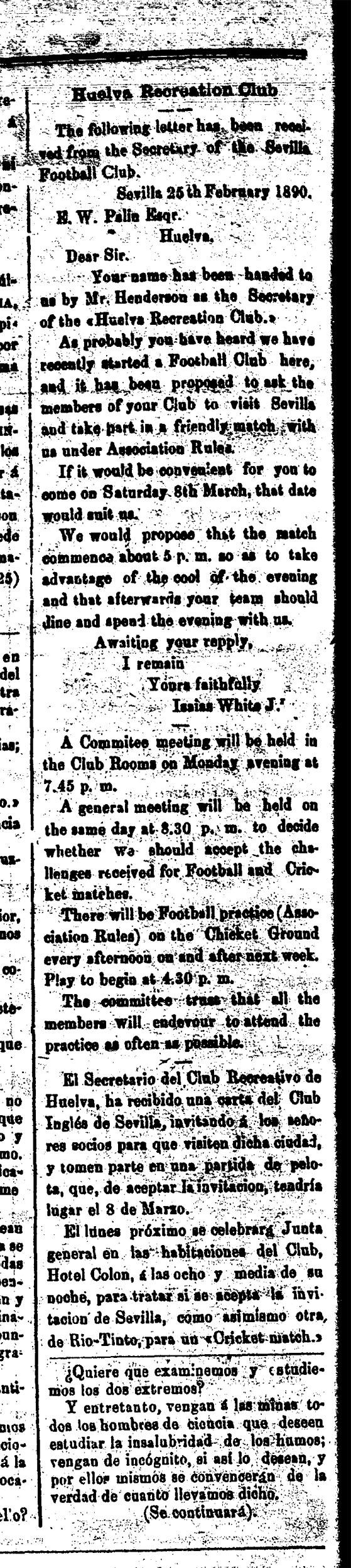
Carta del 28 de febrero 1890 aludiendo al «Club Recreativo de Huelva» y al «Club inglés de Sevilla».
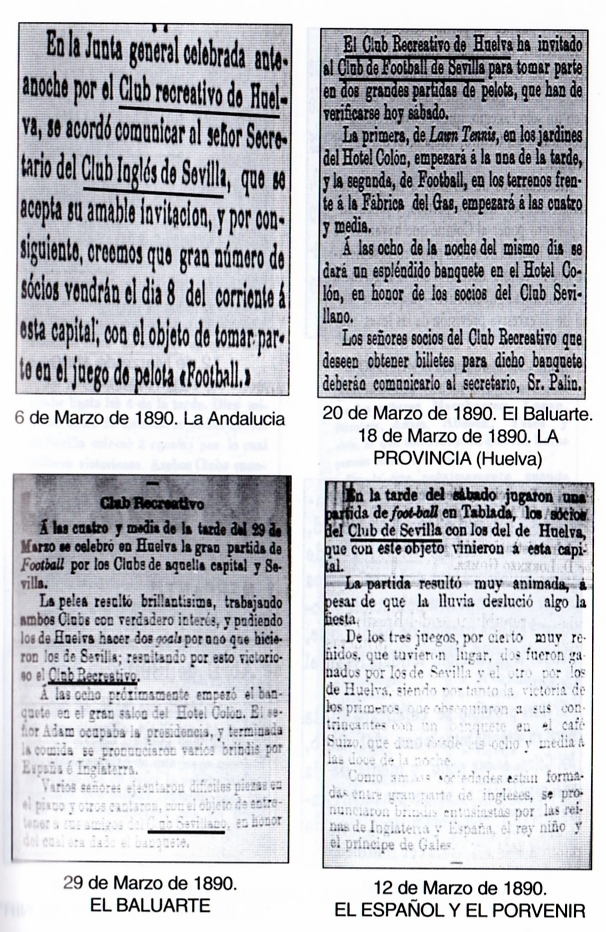
Noticias de prensa de 1890 aludiendo al «Club Recreativo de Huelva» y al «Club inglés de Sevilla».
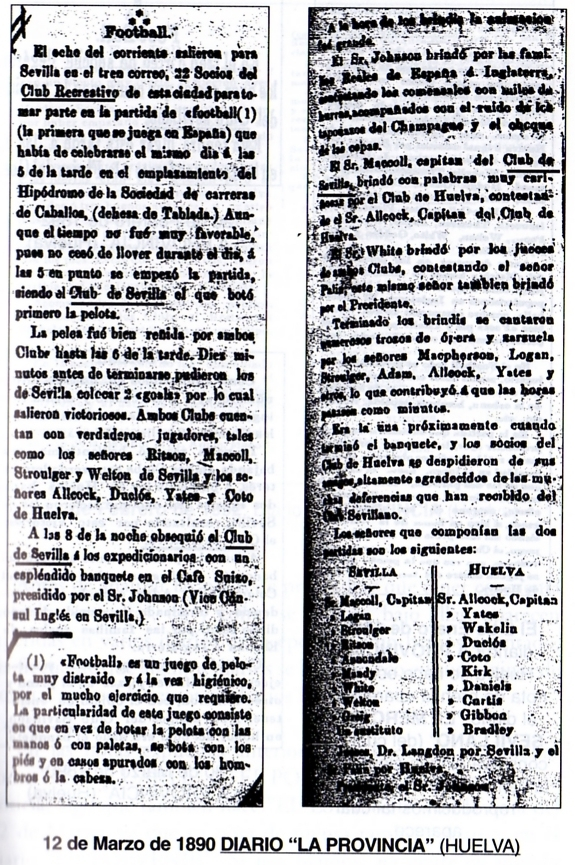
Diario La Provincia del 12 de marzo de 1890, aludiendo al «Club Recreativo de Huelva» y al «Club inglés de Sevilla».

En las revisiones de la prensa local de Sevilla y Huelva desde enero de 1889 hasta diciembre de 1890 en el Archivo Municipal de la Capital hispalense y el Archivo Municipal de Huelva (Casa Colón) no consta noticia alguna en referencia a la fundación de ninguna sociedad en Sevilla dedicada al "football", así como tampoco consta dicho extremo ni en el Archivo Histórico Provincial de Sevilla (es complementario al Archivo Municipal de Sevilla) ni en la Guía Gómez Zarzuela durante los años 1890, 1891, 1892 y 1893 (Guía local dedicada a recopilar datos de las sociedad existentes y de nueva creación de Sevilla. Archivo Municipal de Sevilla. Hemeroteca). Por último, en las revisiones del Padrón Histórico Municipal de Sevilla (planta 2.ª del Archivo Municipal de Sevilla) tampoco consta que en la calle Bailén 41 estuviera ubicada la secretaría de ninguna sociedad o club, tal y como afirman algunos historiadores (ver recortes que se muestran a continuación, en concreto la hoja padronal de 1890/1 de la C/Bailén n.º41). El Recreation en aquella época jugó contra un Club inglés de Sevilla, pero no consta que fuera contra un “Sevilla Football Club”.
El primer partido que dicho club jugó fue frente a los magnates de la empresa minera propiedad de ingleses, Rio Tinto Company Limited, que vivían en Sevilla, con un resultado de 2:0 favorable a los onubenses. El Recreation llevó a Sevilla a seis onubenses y diecinueve británicos componiendo un curioso «once inicial» de solo diez jugadores: Alcok, Yates, Wakelin, Duclós, Coto, Kirk, Daniels, Curtis, Gibbon y Badley. En un segundo encuentro venció el equipo local por 2-1, cobrándose el Recreativo la victoria en la revancha ya en tierras onubenses. Este partido es considerado por la Federación Española de Fútbol como el primer partido que se juega en suelo español. El Club Recreativo demostraba una capacidad organizativa fuera de lo normal para una sociedad de Sports de esa época. El Recreation Club solía jugar muchas partidas de football y cricket contra el Club de Río Tinto (notas del 6 de mayo de 1892 y de 28 de abril de 1892). Aunque con el Club de Riotinto hay constancia de enfrentamientos desde finales de 1889.

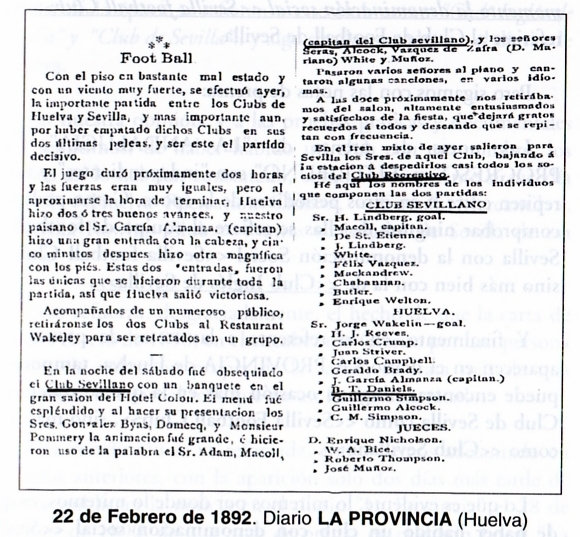
Diario La Provincia. 22 de febrero de 1892, aludiendo al "Club Recreativo de Huelva" y al Club inglés de Sevilla.
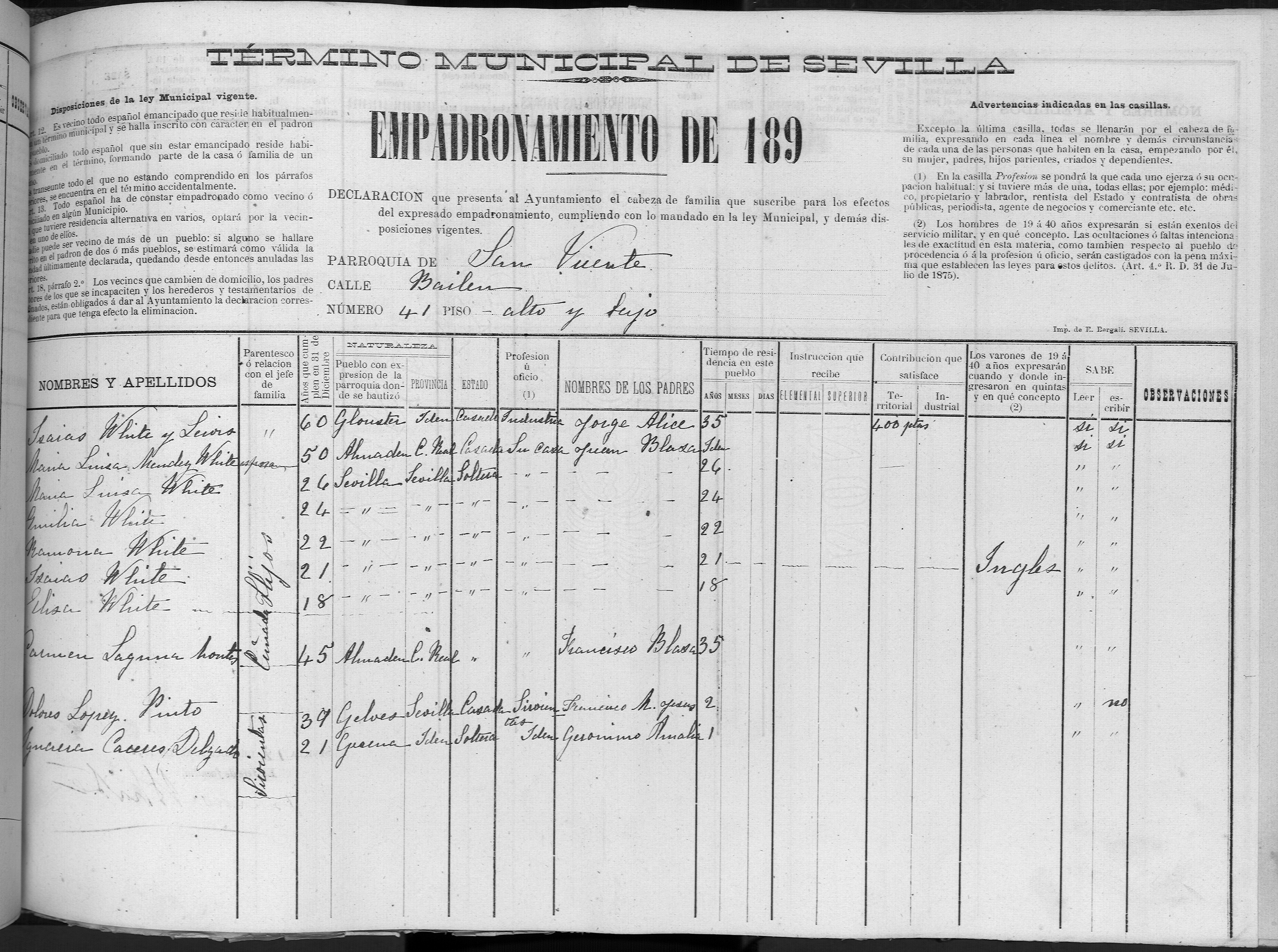
Hoja Padronal de la Calle Bailén 41 (domicilio de I. White). 1890.
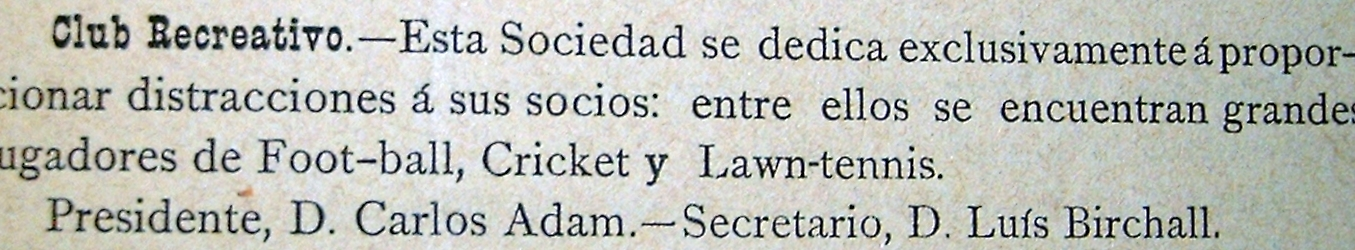
Mención al club citando los deportes que practica dicha institución: foot-ball, cricket y lawn-tenis. (Guía de Huelva de 1890).

En esta primera etapa histórica antes de que se construyera el campo del Velódromo, el Recreativo disputaba sus partidos en los antiguos terrenos de la Fábrica de gas (The Huelva Gas Company Limited). La fábrica de gas era escocesa y en Huelva había dos, una que se ubicaba donde hoy se encuentra un cuartel de la Guardia Civil y la otra prácticamente donde se ubica ahora el Estadio Nuevo Colombino. Es en los terrenos de esta última en la que primero se jugó al football en la ciudad. Esta primera etapa del club tendrá otro de los puntos álgidos en 1892, con la celebración del IV Centenario del Descubrimiento de América, en cuyos actos participó activamente con instituciones tan importantes para la ciudad como la Real Sociedad Colombina Onubense.

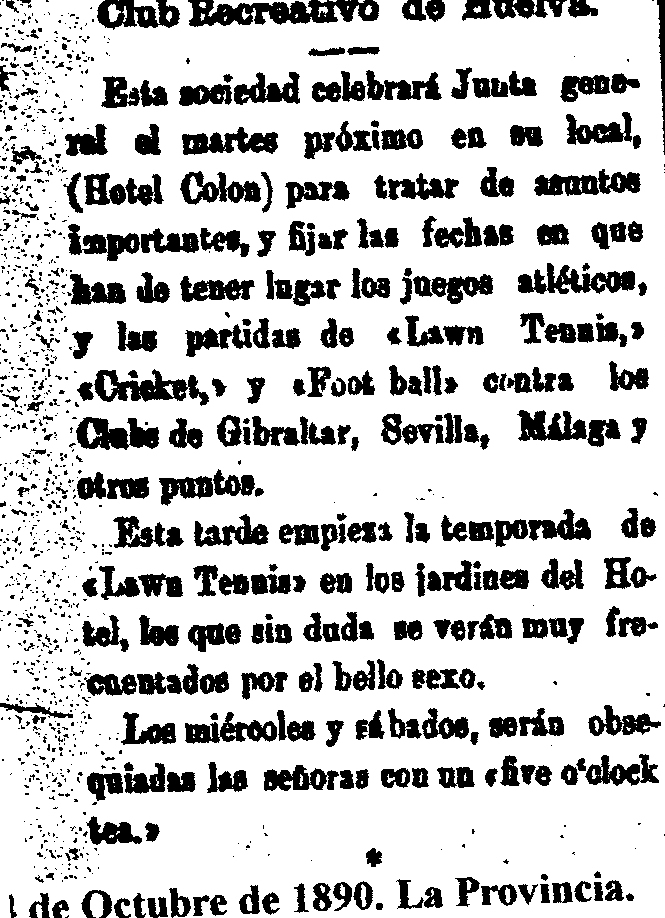
Noticia en el diario La Provincia (4 de octubre de 1890) informando de diferentes encuentros del Huelva Recreation Club con clubes de Gibraltar, Sevilla y Málaga.
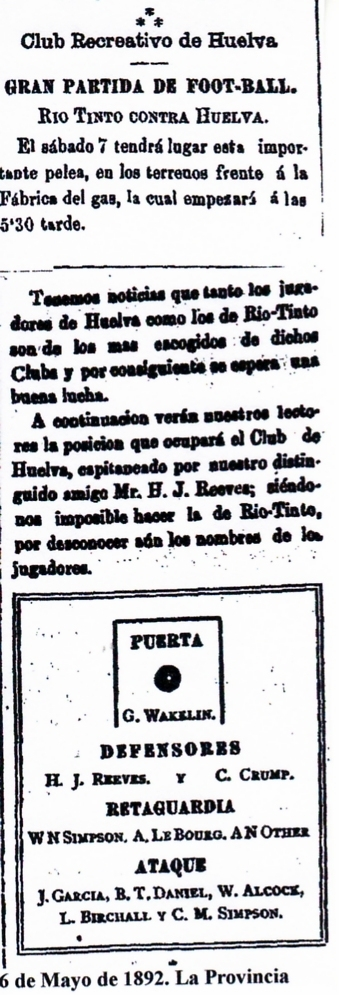
Noticia del 6 de mayo de 1892 aludiendo a un partido contra el Riotinto.
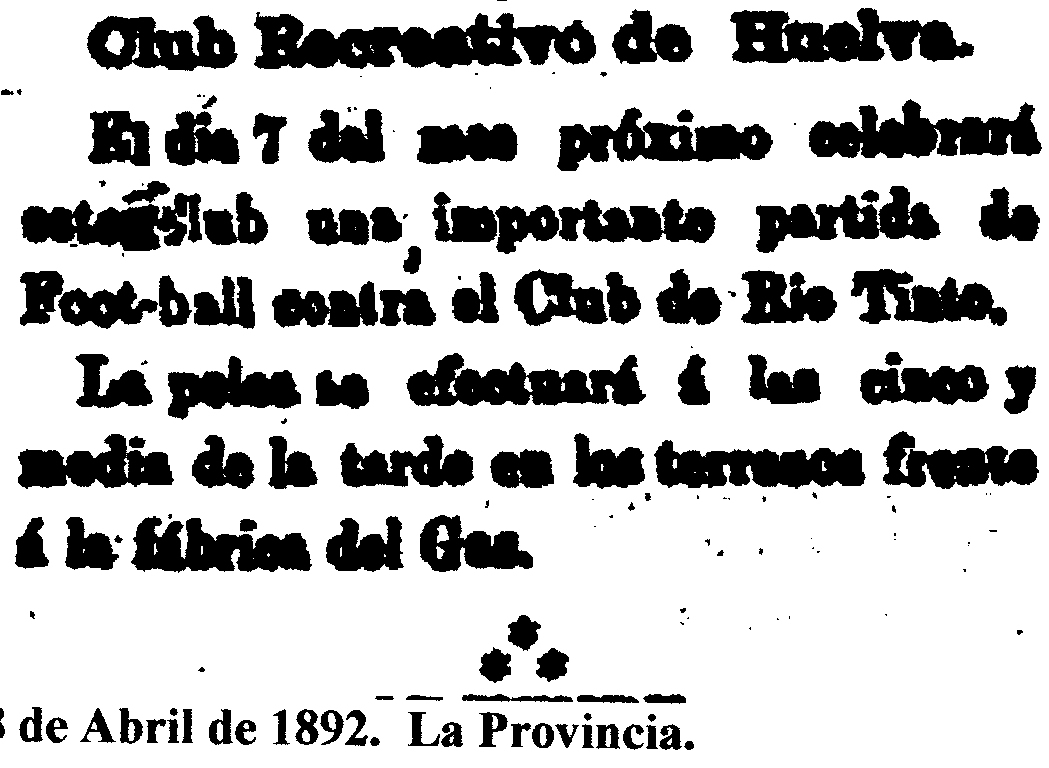
Noticias de prensa del 28 de abril de 1892 sobre un encuentro del club en la Fábrica de Gas.
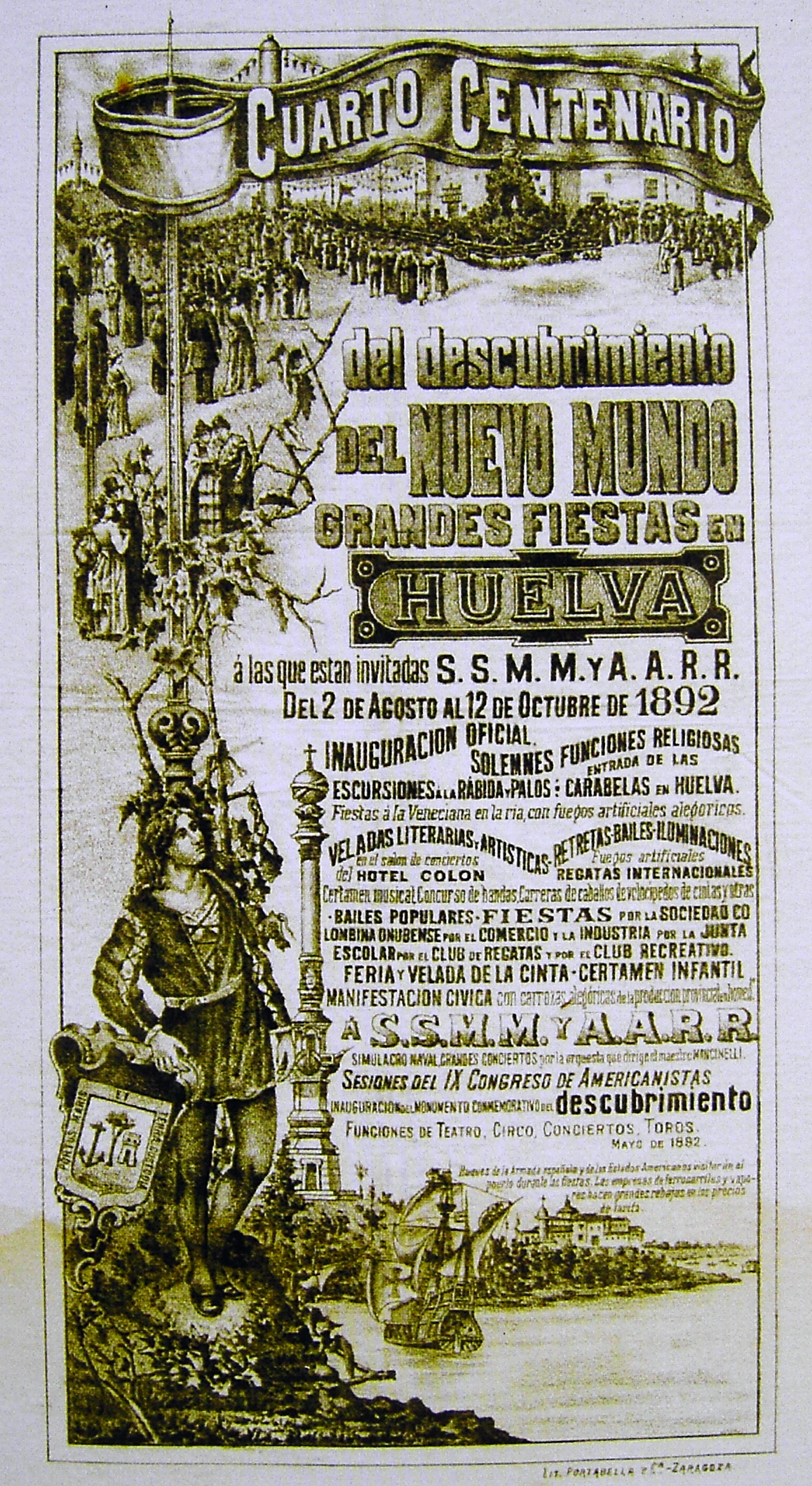
Cartel anunciador de los actos relativos al IV Centenario del Descubrimiento de América (Fondo Díaz Hierro del Archivo municipal de Huelva, Casa Colón).

Ese punto álgido de 1892 con la celebración del IV Centenario nos ha dejado en el Archivo Municipal de Huelva, en el fondo Díaz Hierro de la casa Colón, el documento original más antiguo que se conserva del Club. Este documento deja algunos datos, en su contenido, muy importantes:
- El club dispone de un reglamento específico y establecido para las partidas de football, cricket y Lawn Tennis. Sin duda alguna esto demuestra que se trataban sin duda alguna del reglamento más antiguo que se había creado en España en relación con la práctica del foot-ball. Las partidas de football organizadas eran las primeras para las que obligatoriamente los contendientes debían ir vestidos con vestimentas diferenciadas.[16]
- Se hacen públicas las partidas de football entre Rio Tinto y Club Recreativo y entre Gibraltar y Andalucía. Lo curioso es que se desconoce quiénes formaban parte del team Andalucía, si bien se cree que deberían ser socios del Club Recreativo que para mayor diversidad de los eventos y ante la solicitud de participación masiva de la gente de Huelva y su colonia en los eventos deportivos decidieron crear un team eventual y paralelo al del Club Recreativo.[17]

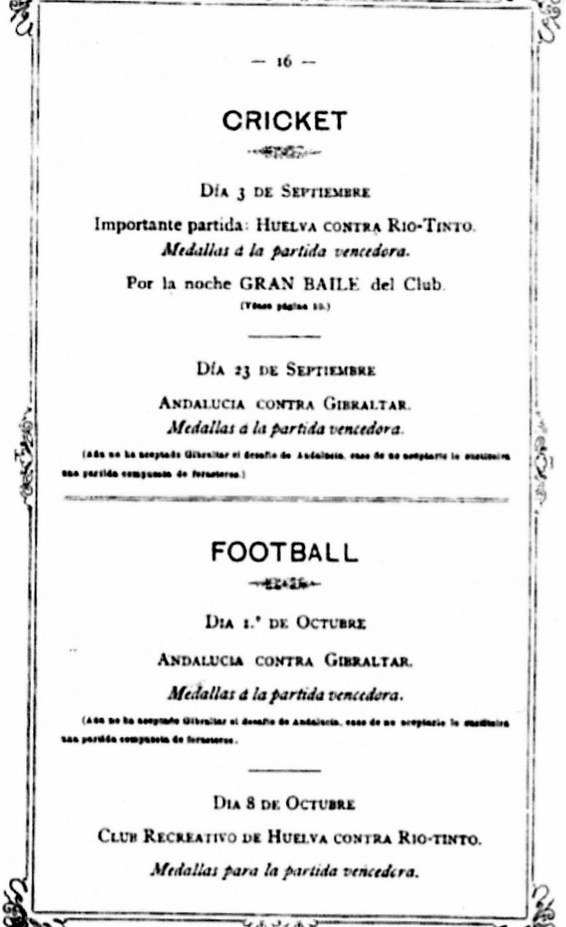
Página 6 del programa.
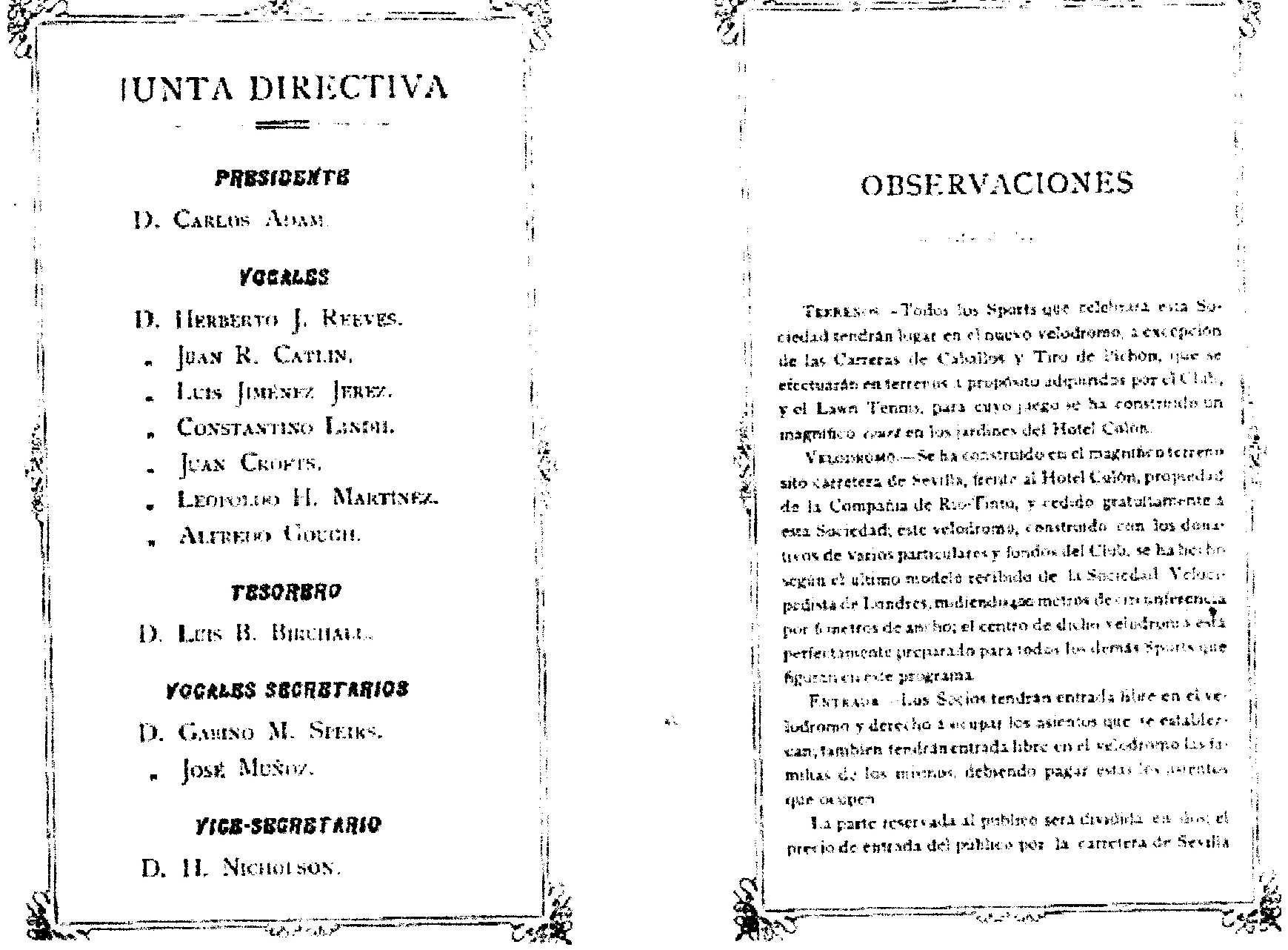
Junta directiva.
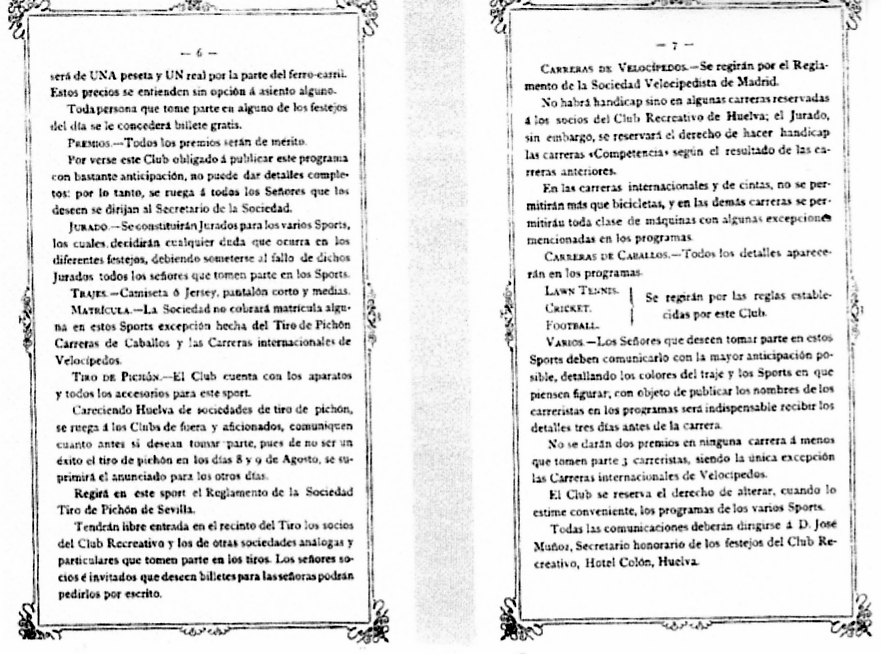
Páginas 6 y 7 del programa.

### 1892: Construcción de El Velódromo

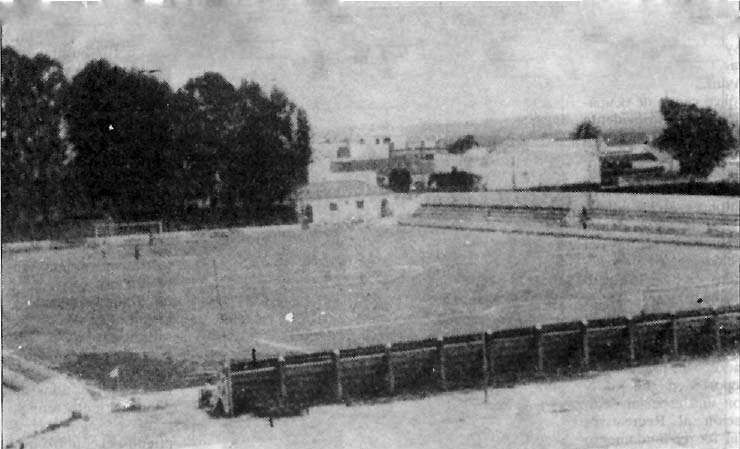
Estadio del Velódromo. Construido en 1892, fue el primer estadio oficial del club hasta que en los años 1950 fue derribado y sustituido por el Estadio Colombino.

Dentro de los acuerdos alcanzados la noche de fundación del club en 1889 uno de ellos era la construcción de un campo de fútbol adecuado para el equipo:

«Que se obtenga lo antes posible un lugar a propósito para el Club.»

La "Rio Tinto Company Limited" cede los terrenos (alquilados simbólicamente por cien pesetas anuales) en diciembre de 1890 contando además con el apoyo del Gobernador civil y el alcalde. Estos terrenos se encontraban situados en la denominada carretera de San Cristóbal, zona cercana a la que hoy toma nombre de Alameda Sundheim, en homenaje al alemán que posibilitó la llegada de los ingleses a la provincia y la creación del club. Así, el Recreativo inaugura el 20 de agosto de 1892 el Estadio del Velódromo, apto para la práctica del Football y Cricket. Durante todo el año se trabaja desde Huelva con la ayuda de la Rio Tinto Company Limited en la construcción del citado estadio. En la nota de prensa de 6 de mayo de 1892 del diario La Provincia puede leerse el nombramiento de la subcomisión encargada de atender los trabajos de construcción del campo del Velódromo:

«…se nombró una subcomisión compuesta por el Sr. Mackay y el Sr. D. Carlos Adam para atender a la preparación de los terrenos donde ha de construirse el Velódromo y otra subcomisión de los Sres. Reeves, Catlin, Crofts, y Muñoz para la confección del programa…»

Y en el Programa de Actos organizados por el Club Recreativo en conmemoración del IV Centenario del Descubrimiento de América en 1892:

«…se ha construido en el magnífico terreno sito carretera de Sevilla frente al Hotel Colon, propiedad de la Rio Tinto Company Limited y cedido gratuitamente a esta sociedad; este Velódromo…>>, <<…El centro de dicho Velódromo está preparado para todos los demás Sports que figuran en este programa.»

En el mismo programa se demuestra claramente que el Velódromo era apto para el juego del football.

«… Partida de Football entre Club Recreativo de Huelva contra Rio Tinto después de 1893»

### Implantación en Huelva. Colonia inglesa y jóvenes de la ciudad

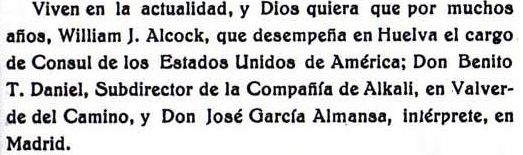
Sobre William J. Alcock (según J. González Pérez).

Con la construcción del nuevo estadio de «El Velódromo» no se deja de jugar al fútbol y demás deportes anglosajones como el lawn tennis, el ciclismo, el golf y el críquet. La Huelva de esos años contaba con una importantísima y numerosa colonia inglesa y extranjera en general, prueba de ello son las recurrentes referencias a ella y sus hobbies en las publicaciones locales de la época.

«…Club Recreativo: Esta Sociedad se dedica exclusivamente a proporcionar distracciones a sus socios. Entre ellos se encuentran grandes jugadores de football, cricket y lawn tennis…»

En lo que respecta al periodo que transcurre desde 1893 hasta 1903 destacan las aportaciones del libro publicado en 1930 por José González Pérez para el cual contaba en aquella época con la aportación de dos antiguos jugadores de 1889, Alcock y B.T. Daniels que aún vivían entonces: y que demuestran la «salud» del balompié en aquella primera época: El valor de este libro viene precisamente de contar para su elaboración con la colaboración y aportación testimonial de Alcock y Daniels. Alcock era cónsul británico en Huelva y Daniels vivía en la localidad de Valverde del Camino donde fundó la Olímpica Valverdeña y era entonces su presidente.

«…de cuando en cuando se celebraban en el Velódromo partidos de Fútbol y de Cricket en los que Rio Tinto y Huelva y los equipos de los marineros se disputaban alternativamente el triunfo…»

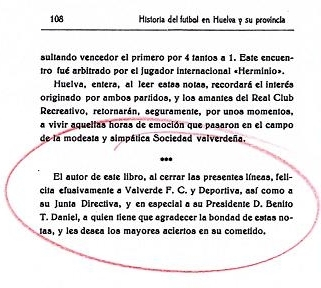
Sobre la conversación con B.T. Daniel (según J. González Pérez).

En esos años también son recurrentes las menciones al club desde otras instituciones. Así entre 1896 y 1897, en el Libro de Actas del “Seaman's Institute” y con fechas de 29 de noviembre de 1896 y de 23 de enero de 1897. Así queda constancia de que el Doctor William Alexander Mackay, miembro también de la directiva del “Seaman's Institute” pasa a ocupar la directiva del Club Recreativo, estando esta pues bajo la tutela del Instituto Marinero, el cual, según consta en las citadas actas, sería el encargado de gestionar al Club y a las instalaciones de El Velódromo. Según el libro de J. González Pérez de 1929 W. Alexander Mackay siguió luchando con tesón y era el alma mater de la sociedad, a cuyo seno entraron entre 1896 y 1900 D. Juan Mcdonald, Guillermo Morrison, D.H. Layton y otros más. Así, durante estos años el Seaman's Institute le da nuevos bríos al Club Recreativo, y entre 1893 y 1896 sigue jugándose al fútbol al igual que esa colonia inglesa también sigue practicando el críquet. Es debido a estas partidas que se siguen practicando que los jóvenes nativos onubenses también van a ir adquiriendo gran afición al football, como lo demuestra el hecho de que en la prensa local de 1899 venga reflejado la organización por parte de «distinguidos jóvenes» de encuentros de football en el campo de El Velódromo.

«…Hace unas cuantas tardes se ve muy concurrido el Velódromo del Club Recreativo, donde algunos distinguidos jóvenes organizan animadas partidas de football…»

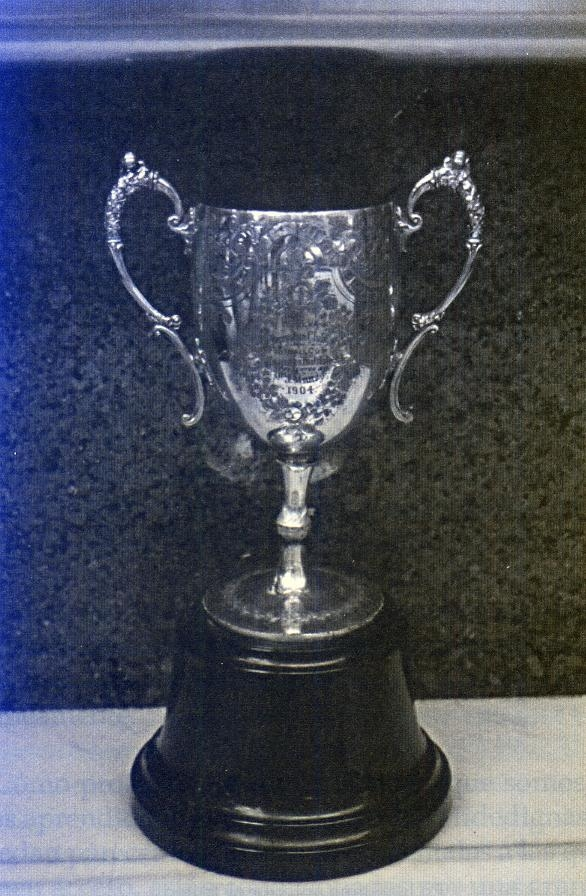
Copa Seamans Institute, trofeo más antiguo conservado por el club (1904).

Esos jóvenes tuvieron que fijarse en alguien para aficionarse ellos también al Sport del Football. No había televisión, ni radio, así que es más que probable que vieran asiduamente practicar ese deporte durante los años anteriores a 1899 en el Velódromo del Club Recreativo o en los terrenos de la Fábrica de Gas, a equipos locales de socios del Club y marineros ingleses o empleados de Río Tinto, tal y como apunta D. José González Pérez en su libro de 1929.
A partir de 1900, las referencias en la prensa local a partidas de football organizadas por jóvenes en el campo de El Velódromo del Club Recreativo van a ser constantes.

«…Ayer tarde hubo partida de football en el Velódromo del Club Recreativo. Con tal motivo se vio dicho sitio muy animado…»

El Club Recreativo a partir de entonces genera una buena cantidad de notas de prensa en el diario local La Provincia, quedando de manifiesto el impulso que definitivamente tiene el football en la ciudad de Huelva.
En 1903 la entidad construye en los terrenos del Velódromo otro pabellón para la práctica del football, con el permiso de la compañía minera de Río Tinto. En los RDB (Report of Deborad Deputation), documentos internos de la compañía minera de Río Tinto quedó constancia en ese año de la solicitud del Club Recreativo del permiso necesario de la compañía minera para la construcción de unos nuevos pabellones de football y cricket, que siguen siendo sus principales departamentos. Obviamente el Sport del Football había crecido tanto en el club desde 1900 que se hizo necesario la construcción de otros campos, para facilitar la práctica del football a sus socios.

«Huelva Recreation Club: This Club having received permission to erect on the company's ground a pavillion for cricket and football...»

Poco después el Club Recreativo gana un torneo organizado por el Seaman's Institute. Esta Copa se conserva en las vitrinas del Nuevo Colombino, en cuya inscripción reza el año de 1904, fecha en la que se jugó una competición que fue conquistada por el Club Recreativo de Huelva. Y en 1906 se convierte en el primer equipo andaluz que participa en un campeonato de España: así con fecha 9 de abril, y ante las reiteradas invitaciones del Madrid Club de Football, el Recreativo juega contra el equipo madrileño, perdiendo por 3-1 y contra el Athletic Club, perdiendo también por 2-1.

### Campeonatos de España, Real Federación Española de Fútbol y era de los grandes clubes

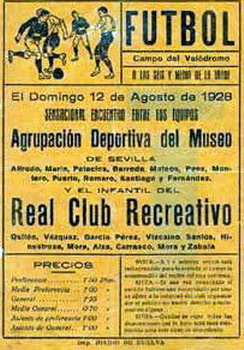
Anuncio de un partido en el Velódromo a finales de los años 1920. En esas fechas el viejo estadio ya había cumplido los 36 años desde su construcción.

El primer Campeonato de España se había celebrado en el Campo del Hipódromo de Madrid en el año 1902 organizado por Carlos Padrós. Cuatro años después, tras declinar invitaciones los años anteriores por problemas económicos, el club onubense decide participar en la edición de 1906. Ese año se envió una plantilla compuesta por jugadores del equipo de Riotinto, pero con el nombre del Recreativo. Los partidos se jugaron en el Hipódromo de la Castellana contra el Athletic Club y el Madrid F.C. El 9 de abril jugó contra el equipo madrileño. Formaron su alineación Carse, Spalding, Millet, Vargas, Balbuena, Guzmán, Geoghegan, Cunnighan, Waterston y Tellechea, perdiendo el equipo onubense por tres a cero:

«El equipo de Huelva estaba fuertemente handicapée por haber llegado aquella mañana después de veinticuatro horas de viaje.»

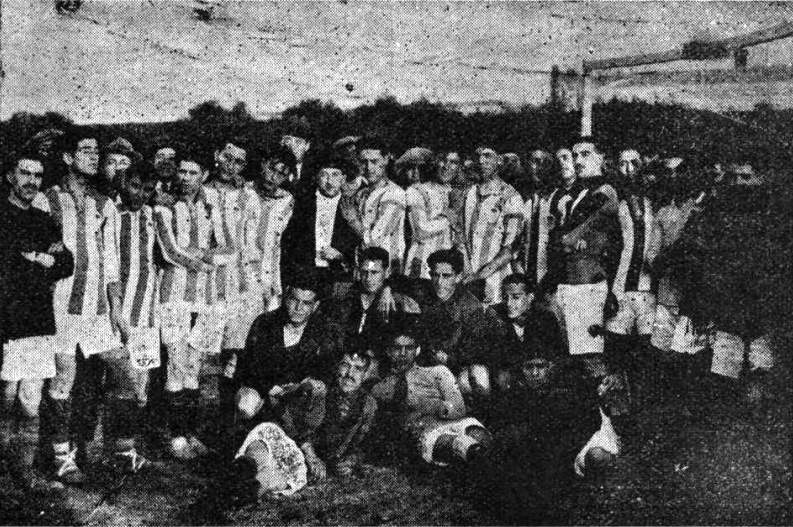
Encuentro benéfico frente al Español F. C. de Cádiz en 1917.

A los dos días se enfrentó al equipo vasco volviendo a perder por tres a cero en un día de lluvia y tormenta. Ese año quedó campeón el Madrid F.C.
El año siguiente el club volvió a participar en el campeonato, esta vez con un equipo netamente de la ciudad, en una edición a la que asistieron ya siete clubes españoles. En sus encuentros empató (3-3) con el Vigo F.C., perdió (4-2) con el Madrid C.F y perdió también (2-0) con el H.F.C. de Salamanca. En esa edición, que terminó como quinto clasificado, el Recreativo alineó a Balbuena, Cano, Calvente, Bustamante, Wintrope, Padilla, Guzmán, Estrada, Jurado, Corte y Tellechea.
Dos años después, en 1909 diversas personalidades (E. Coll, E. Muga, Hans Gamper, N. Masferrer) remiten una carta al club solicitándole opinión sobre la posibilidad de crear una Federación Española de Foot-ball e invitándole a enviar un delegado propio a las reuniones para su creación. Ese mismo año por intermediación del ministro moguereño Burgos y Mazo, Alfonso XIII acepta ser presidente honorario del club y autoriza al equipo a añadir la denominación de «Real» a su título, unos meses antes de que se constituyera finalmente la Real Federación Española de Fútbol.
Entre 1903 y 1916 la entidad consigue varios campeonatos de Andalucía y en 1920 se convierte en el primer club español en vencer a un equipo portugués, el Sporting de Lisboa. Son años de participaciones en el Campeonato de España al tiempo que continúa en la Federación Andaluza. En 1940, época en la que los actuales grandes clubes del fútbol español empiezan ya a imponer su poder deportivo, consigue su primer ascenso a Segunda División, categoría que mantuvo solo un año y que no recuperó hasta 1957.

### Recreativo y Onuba FC: dos nombres, una misma entidad
Recreativo Onuba fue una denominación utilizada por el Recreativo de Huelva desde 1940 hasta 1945, año en el que finalmente el club recupera su histórica denominación de «Real Club Recreativo de Huelva». Antes de «Recreativo Onuba» el club empleó la denominación «Onuba FC», obligado federativamente a ello y tras tener lugar un conflicto abierto con la propia Federación Regional Sur.
El 25 de octubre de 1931 el Recreativo de Huelva jugó un partido de división regional contra el Betis jugándose ambos la posibilidad de volver a participar en el Campeonato de España. El encuentro lo perdió el equipo onubense por uno a dos lo que sumado a la mala actuación arbitral según los aficionados locales provocó desórdenes en el antiguo estadio de El Velódromo. Tras el partido, el gobernador Civil de Huelva culpabilizó de los altercados producidos al árbitro y al equipo técnico del club sevillano, deteniéndolos y encarcelándolos. Tras estos acontecimientos, y cansado el club de todos los vejámenes que venía sufriendo de parte de la Regional Sur, se decide por la Junta Directiva onubense abandonar la Federación Sur como forma de protesta por el arbitraje y los repetidos atropellos. Esta baja voluntaria del Club aparece recogida en nota de prensa de 27 de octubre de 1931 en el diario La Provincia. Días después la Federación a su vez multó al club por los desórdenes con una cantidad económica muy superior a la establecida legalmente en el reglamento establecido por la propia federación, 17000 pesetas contra las 2600 pesetas que deberían haberse impuesto. La baja del club de la Federación Sur aparece reflejada en el Acta de Comité Ejecutivo de la F.E.F de 16 de noviembre de 1931. Por lo tanto, a todos los efectos el Recreativo perdió su antigüedad federativa, pero nunca su antigüedad fundacional.
En fechas posteriores a la presentación de la baja del club de la Federación Sur, este siguió jugando partidos amistosos contra la Balompédica Linense, El Deportivo de Sevilla y otros Clubes, mientras la directiva decidía qué hacer para seguir participando en competiciones oficiales.
Durante un periodo de casi tres semanas la sociedad onubense en general no supo nada de las negociaciones que se llevaban a cabo entre el Recreativo, la Regional Sur y la Nacional y con más confusión que otra cosa la prensa local no informó acerca del asunto hasta el 12 de diciembre, cuando La Provincia informó de que próximamente se crearía el "Onuba FC” a partir de “antiguos elementos del club Recreativo” y que utilizaría el mismo campo, El Velódromo, y casi la totalidad de la plantilla de jugadores. Las aclaraciones pertinentes, no obstante, no se encontrarían en la prensa local pues al tratarse Huelva de una localidad pequeña los corrillos futbolísticos se habrían encargado de aclarar la situación.
Sin embargo, dichas aclaraciones se encontrarían en la prensa nacional. Así, el diario Mundo Deportivo de Barcelona informaba el 2 de enero de 1932 respecto a un primer partido del club que “…El ex Recreativo, en plan de reorganización, jugó un gran encuentro…” y que “…El Onuba FC, descendiente del Recreativo, fue superior al Catalunya…”. Además en 1933 con motivo de la eliminatoria del campeonato de España que juega el Onuba F.C contra el Murcia, el diario Sport de Madrid se refiere en nota de prensa del 18 de abril de 1933, al Onuba F.C como “heredero legal del aquel club de grata memoria (Recreativo)”. Además, en el mismo periódico barcelonés Mundo deportivo en nota de prensa del 16 de abril de 1933, y en referencia a la eliminatoria antes citada, se dice literalmente que “…el Onuba FC es el antiguo Recreativo de Huelva…”.
Algunos historiadores han defendido, sin documentación alguna, que las riendas del fútbol local las asume un equipo llamado Onuba FC que existía desde 1910. Este es un dato erróneo tal y como lo demuestra el historiador Antonio Balmont. Tras investigar el diario local La Provincia desde 1910 a 1931, se puede demostrar que el Onuba Football Club de 1910 desaparece en 1912 y nunca más se sabe de él. Por tanto, el Onuba FC que se nombra en 1932 no tiene nada que ver con el de 1910, y es consecuencia directa de la voluntad del club de cambiarse la denominación para eludir la sanción impuesta por la Federación Sur.
Volviendo a 1932 y a la descripción de los hechos, en realidad, diversas dificultades retrasaron la inscripción federativa del Onuba FC hasta la siguiente temporada cuando finalmente lo hizo, pero en la Federación de Fútbol del Oeste. En primer lugar, tal y como se extrae de la nota de prensa de 12 de diciembre de 1931 en el diario La Provincia, el Club, ahora llamado Onuba FC, iba a inscribirse en la Federación Sur en el grupo B preferente, pero la Federación Sur se percató de que el Onuba FC era el propio Recreativo de Huelva, y por ende denegó su inscripción. A partir de aquí el club busca nueva Federación y la encuentra en la Extremeña que pasa en 1932 a denominarse Federación de Fútbol del Oeste. En 1936, tal y como puede extraerse de múltiples notas de prensa en el diario La Provincia, el club recupera su denominación, con tan mala fortuna que la Guerra Civil hace acto de presencia. En 1939 la nueva FEF emite un comunicado en agosto en el que anula cualquier acuerdo al que se hubiera llegado por la anterior Federación Nacional y devuelve a los clubes a la situación anterior al 18 de julio de 1936 (Vicente Martínez Calatrava). En 1940 no obstante logra que al club se le acepte como «Recreativo Onuba» y finalmente en 1945 recupera su denominación histórica.
Por tanto, la vinculación de facto entre Recreativo y Onuba FC era obvia, pero faltaban los documentos legales que así lo avalaran. Algunos historiadores nacionales han insistido en que el Recreativo y el Onuba FC no fueron la misma entidad y por tanto ponían en entredicho el Decanato del Recreativo. Esto no se sostiene primero con los datos someramente apuntados anteriormente y en segundo con lo que a continuación se expone:
Según el "Artículo 5.ª del Reglamento Orgánico de la FEF" de 1931 y siguientes, "todo Club que quisiera estar inscrito en una Federación debía estar legalmente constituido conforme a la Ley de Asociaciones de 1887", y por tanto debían estar inscritos en el Gobierno Civil. Por tanto, el Onuba FC debía estar inscrito de alguna manera en el Registro de Asociaciones del Gobierno Civil de Huelva, pues de lo contrario no habría podido ser inscrito en la Federación de Fútbol del Oeste en 1932. El historiador Antonio Bálmont escudriñó los documentos del Gobierno Civil y encontró la prueba definitiva: el expediente del Recreativo de Huelva, en el que además venía reflejado un cambio de denominación a “Onuba FC”. Por tanto, es obvio que si el Onuba FC hubiera sido una sociedad independiente entonces dicha denominación aparecería en un expediente diferente y nuevo, cosa que no ocurre y no existe.
Todo esto demuestra finalmente que el Recreativo de Huelva y el Onuba FC fueron en realidad dos denominaciones utilizadas para una misma entidad fundada oficialmente en 1889: El decano del Fútbol Español, el Recreativo de Huelva.
.

### Primer ascenso a Primera y descenso a Segunda B
En la carretera, al empezar la provincia de Huelva, en Manzanilla, pues desde ahí hasta Huelva aquello era una sola mano, apoteósico. Tal fue así que para recorrer los metros que separan la Plaza del Punto del Ayuntamiento tardó el autocar más de dos horas.
Víctor Espárrago, en 1978, recordando en la prensa el regreso a la ciudad tras el ascenso a Primera.

En 1978, bajo la presidencia de D. José Martínez Oliva, el equipo consigue el que sería su primer ascenso a Primera División. Dirigido por Eusebio Ríos y comandado por jugadores como Víctor Espárrago, Enrique Lora, Isabelo Ramírez, Poli Rincón o la gran promesa del balompié onubense Joaquín Pichardo, el equipo certifica un ascenso un domingo de Pentecostés, curiosamente fecha en la que conseguirá los dos siguientes ascensos a Primera décadas después. La temporada siguiente debuta en la división de honor y aunque descendió ese mismo año curiosamente llegó a ser líder de la competición en la primera jornada. Tras esa temporada se mantiene en Segunda División hasta 1990, cuando desciende a Segunda División B, categoría en la que permanecerá durante unos años de crisis de resultados y penurias económicas. Durante esta época en Segunda militaron importantes jugadores como Julio Alberto, Juan José Enríquez, Macizo, el internacional húngaro Torok, el meta Humbert Baumgartner, o los uruguayos Arsenio Luzardo y Jesús Noel Alzugaray; aunque surgieron bastantes jugadores de la cantera como Cepeda, Manolo Zambrano, su hermano Antonio Zambrano o Melo, gracias a la política de cantera mantenida por el presidente Muñoz Lozano a principios de los años 80.

### Crisis y ascenso administrativo
La gran crisis del Recreativo se remonta a la temporada 1989/90, la del centenario. El club se las prometía felices dicho año ya que, aparte del centenario, se consideraba que había un buen equipo capaz de lograr la hazaña del ascenso tras diez años consecutivos en Segunda. Pero el año se acabó con un inesperado descenso a 2.ª B (fue el primer año del equipo en dicha categoría) y con una deuda de más de 1000 millones de pesetas. A lo largo de los años la deuda aumentaría y debido a los impagos el 4 de junio de 1991 los jugadores se encerraron en señal de protesta, la asfixia económica fue insólita en el club hasta entonces y la crisis cada vez parecía más incontrolable. En esos años destacaban jugadores como Oliveira, Juan Maraver, Romo, Manolo Pedraza, Salva, César Bernal, Oscar Arias, Vicente Fuensalida, Quico, Perico Medina y Paquito entre otros.
Pero la suerte cambiaría en 1995 con la llegada de Pedro Rodríguez a la alcaldía de Huelva, cuando el ayuntamiento decide subvencionar el Trofeo Colombino lo que le daría relativa tranquilidad al club. En abril de 1999 Rodríguez convoca un pleno extraordinario con el único objetivo de salvar al Recreativo. En ese pleno se decide vender el Estadio Colombino a la empresa Odeinsa por 16 227 000 euros, para así saldar gran parte de la deuda del club. El siguiente paso fue transformarlo en SAD (Sociedad Anónima Deportiva) y así el club quedaría definitivamente salvado. Tras haber recuperado económicamente al equipo, los próximos objetivos eran dotarlo de un nuevo y moderno estadio y hacer un buen conjunto para, en un futuro, regresar a la Primera División.
La temporada 1999/2000 se iniciaba ya sin Joaquín Caparrós y se afrontaba como una temporada de transición entre “La crisis” y “el teórico ascenso”. Pero este año las cosas no salieron cómo se esperaban y el Recre volvió a descender a 2.ª B. El verano posterior, con Lucas Alcaraz en el banquillo y con una plantilla formada para ascender a Segunda, se esperaba empezase la nueva campaña. Corría la noche del 31 de julio, en plenas Fiestas Colombinas, cuando tras los descensos administrativos del C.P. Mérida y el C.D. Logroñés se anuncia que el Club ocuparía una de las plazas vacantes en segunda dejadas por los anteriores. A partir de ahí comenzarán los mejores años deportivos en la historia del club.

### SigloXXI

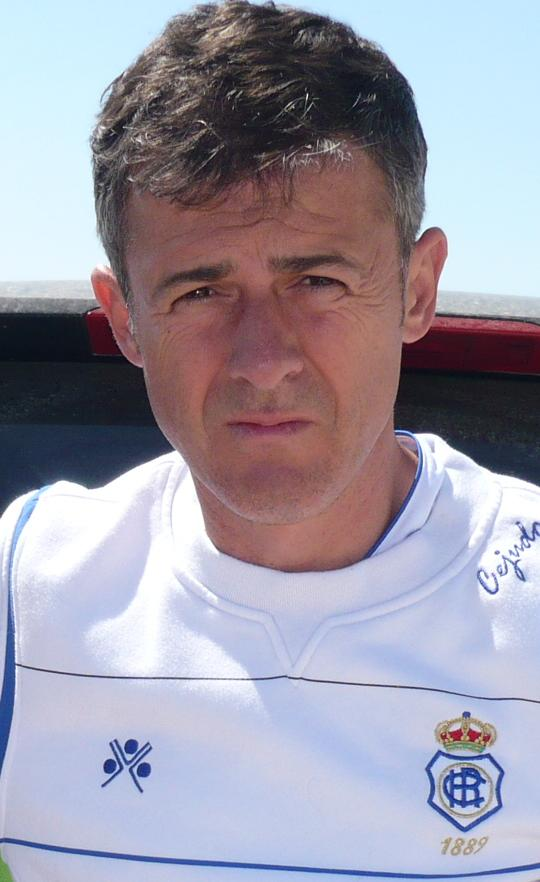
Lucas Alcaraz consiguió clasificar al Recreativo para la final de Copa por primera vez en su historia.

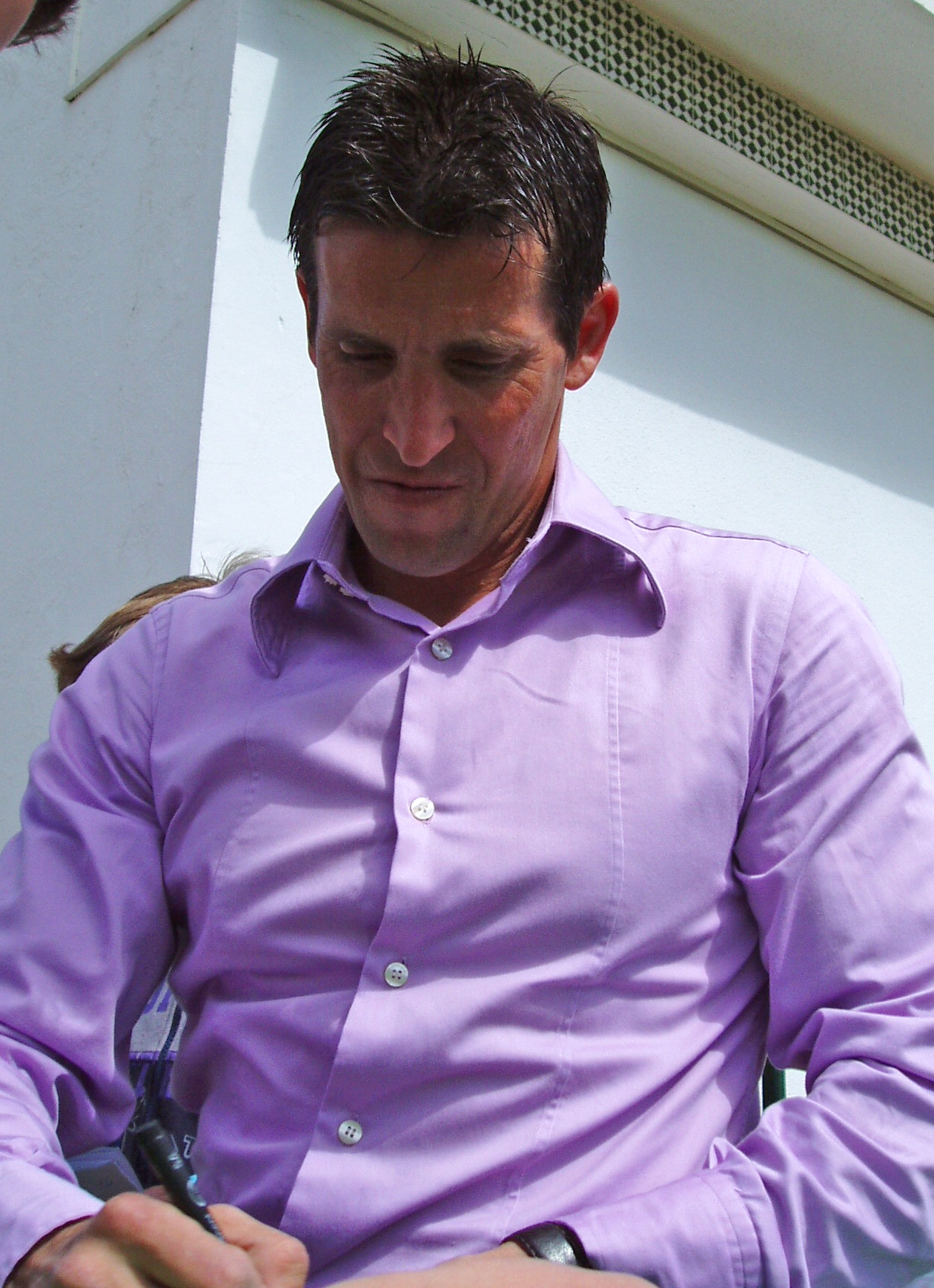
Juan Merino (jugador del club entre 2002–2007) disputó la final de Copa del Rey 02/03.

La temporada 2000/01 se inició como de transición con nuevos jugadores y entrenador, Lucas Alcaraz, que fue inicialmente contratado para la estancia del equipo en Segunda B. El club acabó en sexta posición, con César Quesada como Trofeo Zamora. Al año siguiente el objetivo fue nuevamente la permanencia a pesar del éxito del año anterior. Esta vez se presentó un equipo con hombres como Loren o Espínola en la defensa, Óscar, Soriano e Benítez en la medular y la gran estrella del equipo por entonces, Raúl Molina. A lo largo de la primera y segunda vuelta fue puntuando hasta alcanzar a su rival más directo, el Xerez. Llegó a la jornada 41, en domingo de Pentecostés, en un partido en el Nuevo Colombino que enfrentó al Recre y el Xerez, con el ascenso en juego. El Xerez anotó pronto en los minutos de tanteo y en el minuto 9 Calle logró el 0-1. Pero el Recre logró reaccionar y minutos antes de acabar la primera parte, Soriano consiguió el empate. En la segunda se sancionó un penalti del jerecista Ramón sobre David Fernández. Soriano fue el encargado de lanzarlo anotando el tanto de la victoria y el ascenso a primera.
La temporada 2002/03 fue la del regreso del Recreativo de Huelva a la Primera División. Inició la temporada con varias derrotas consecutivas por lo que iba camino de ser el peor colista de la historia y con el entrenador muy cuestionado. Pero el fracaso en Liga se vio compensado con el éxito en Copa ya que llegó a cuartos por primera vez en su historia tras dejar atrás a Villanueva de Córdoba, Unión Deportiva Almería y Real Betis Balompié. La segunda vuelta se inició con un equipo más compensado y la llegada de jugadores como Joaozinho, Zelaya o Mariano Pernía. En la segunda ostentó números europeos y mejoró considerablemente el apartado goleador (3-0 al Atlético de Madrid, 2-3 al Athletic Club en San Mamés o el 5-0 al Villareal). Llegó al mes de abril fuera de la zona de descenso y en la final de la Copa del Rey pero no pudo afrontar bien el tramo final de Liga por lo que tras caer en el Sánchez Pizjuán frente al Sevilla descendió viéndose cómo subcampeón de España, tras caer derrotado en la final de Copa, con un rotundo 3-0, frente al Mallorca de Samuel Eto'o.

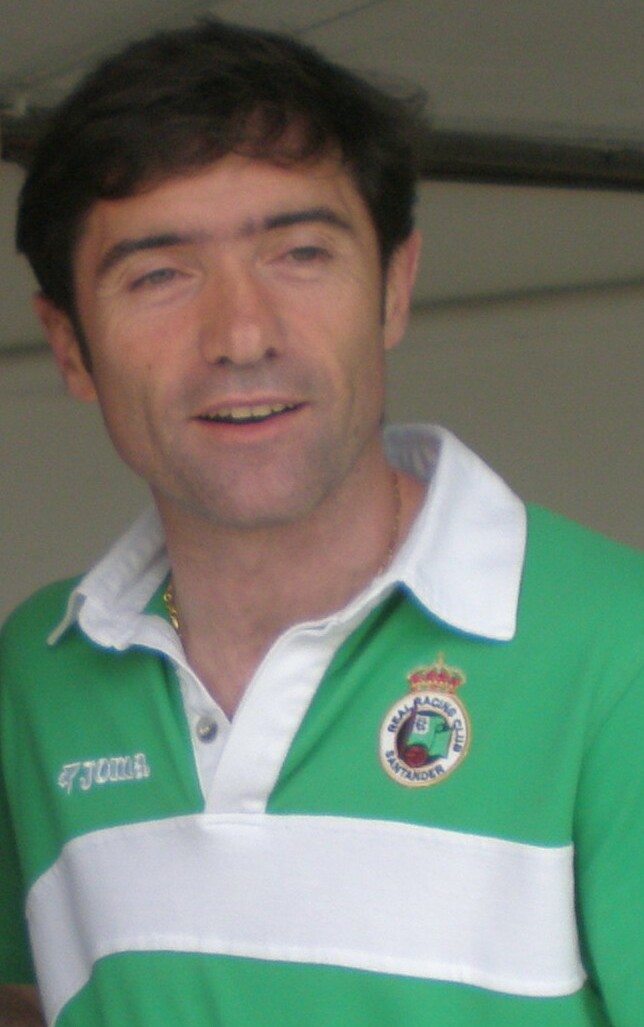
Marcelino García Toral.

El año siguiente se configuró un equipo completamente nuevo con jugadores como Mariano Toedtli, Toño (que acabó Zamora de Segunda) o Ikechukwu Uche y con nuevo entrenador, Paco Herrera, que fue posteriormente destituido y suplido por Sergio Kresic. Las siguientes temporadas perfilaron un cambio radical de plantilla, primero bajo la dirección de Quique Hernández y con veteranos cómo Calle, Rosu y jóvenes cómo Xavi Jiménez o Cheli y, en 2005/06, con jóvenes promesas (Iago Bouzón, Rafa Barber y Dani Bautista) y con un nuevo y joven entrenador, Marcelino García Toral. El 4 de junio de 2006, nuevamente domingo de Pentecostés, en la jornada 40 frente al CD Numancia el equipo se impuso con un rotundo 0-3 con tantos de Mateo, Viqueira y Casas que dejaron a los albiazules, por segunda vez en cinco años, en Primera.

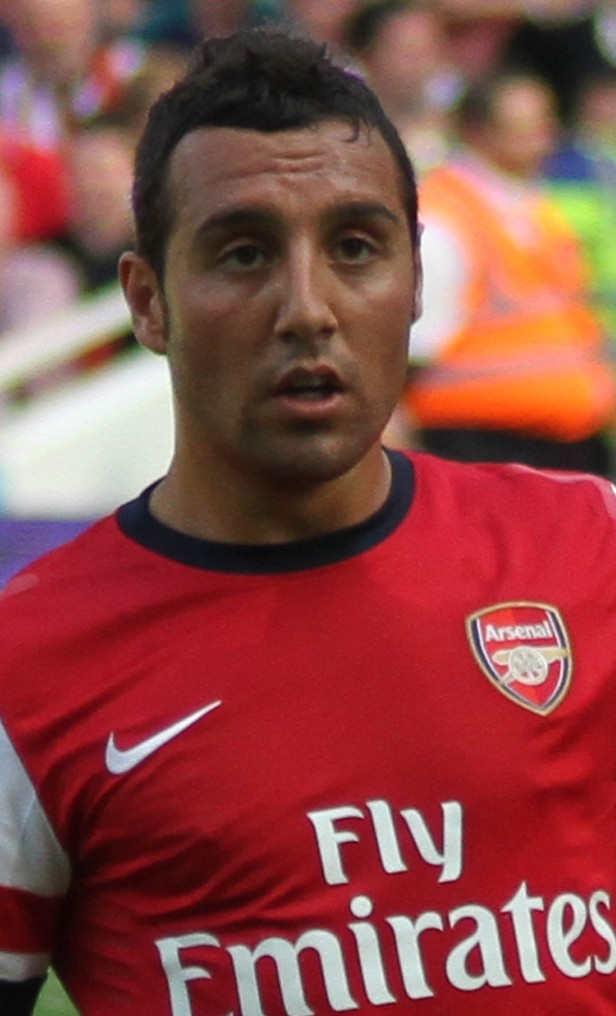
Santi Cazorla jugó en el Recre durante la temporada 2006/07.

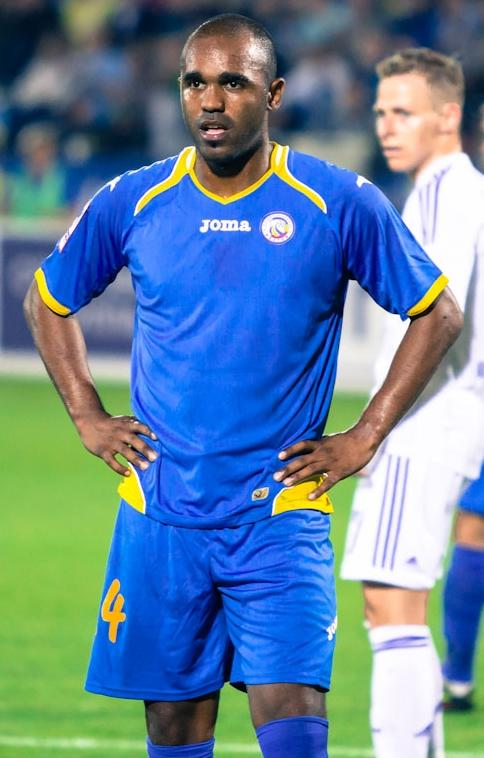
Florent Sinama-Pongolle, jugador del Recreativo entre 2006 y 2008.

El nuevo año en Primera, 2006/07, se inició con la marcha de jugadores como Benítez o Luque y nuevos refuerzos, como Jesús Vázquez, Javi Guerrero, Florent Sinama-Pongolle o Santi Cazorla, que fue declarado mejor jugador de España en el año 2007, por la revista Don Balón. El Recreativo inició su tercera andadura en Primera y tras empatar en casa frente al Real Mallorca consiguió tres victorias consecutivas. Fue remarcable que el 19 de diciembre el equipo se preparaba para disputar su último partido del año al día siguiente en el Estadio Santiago Bernabéu contra el Real Madrid. Esa madrugada, uno de los autobuses de aficionados que se desplazaban a Madrid sufrió un accidente debido a un camión averiado en la autopista A-49 falleciendo cuatro personas de la misma familia (a los cuatro meses hubo una quinta víctima). El club intentó aplazar el partido pero acabó por jugarse. Con Uche y Sinama arriba el equipo ganó en velocidad y presión consiguiendo un resultado final de 0-3 (Sinama, Uche y Viqueira) que se convirtió en el mejor homenaje a las víctimas. A lo largo de la segunda vuelta estuvo buscando en todo momento la clasificación europea pero la mala racha fuera de casa (solo un triunfo en toda la segunda vuelta) y el pésimo sprint final (5 puntos de 21 posibles) la impidieron, aunque finalizó en una excelente octava posición.

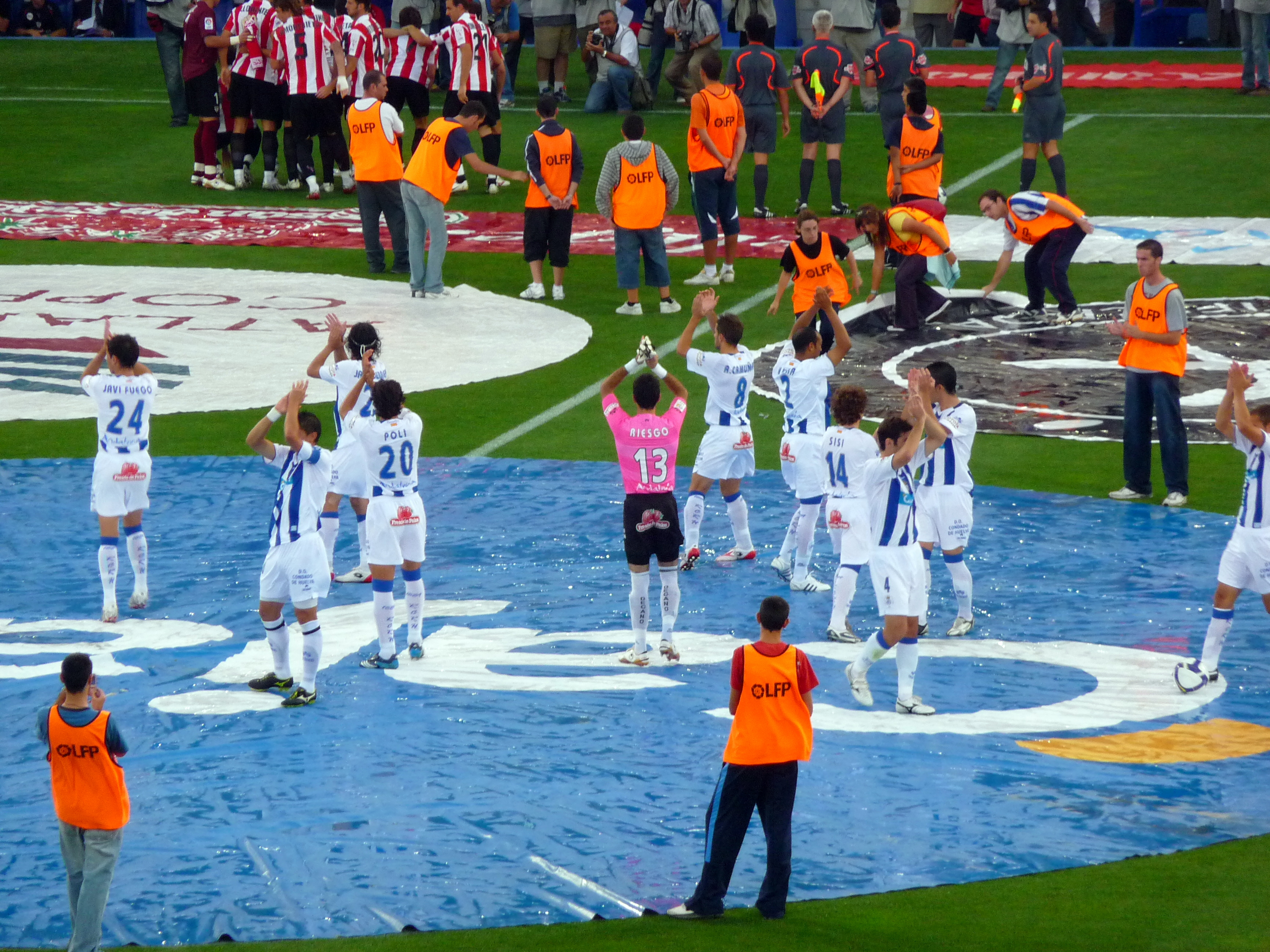
Imagen previa a un partido de la temporada de Liga 2008/2009.

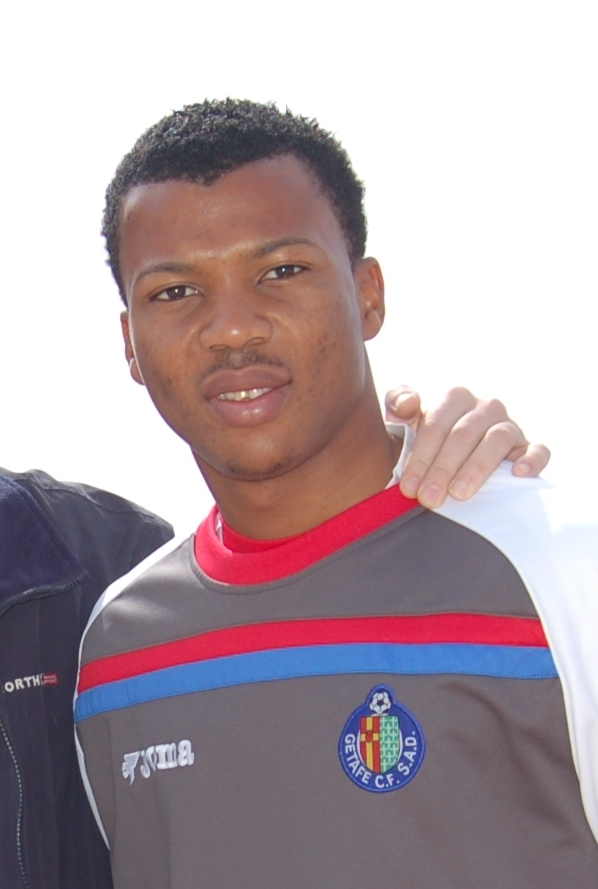
Ikechukwu Uche, jugador del Recre entre 2003 y 2007. Se proclamó Pichichi de Segunda División 2005/06 al anotar 20 goles.

En la temporada 06/07 Uche, tercer máximo goleador de la historia del Recre en Primera y primer Pichichi en Segunda, abandonó el Club tras un partido frente al Real Zaragoza, dónde fue ovacionado por parte de la hinchada albiazul,[cita requerida] se marchó rumbo a Getafe. Merino salió de su último partido en el Colombino de sus aficionados mientras que otro gran estandarte de la Generación de oro,[cita requerida] Viqueira, vistió por última vez la camiseta del Recreativo el 11 de marzo de 2007 frente al Getafe. Además, Cazorla fue repescado por el Villarreal.
La siguiente tabla muestra los logros del equipo en sus años de oro, comprendidos principalmente entre los años 2001 (primer ascenso) y 2007, última temporada del entrenador Marcelino García Toral:
| Temporada | Puesto | Categoría    | Puntos | Logro a destacar                                                                  |
| --------- | ------ | ------------ | ------ | --------------------------------------------------------------------------------- |
| 2001-2002 | 3.ª    | 2.ª División | 69     | 2.º ascenso a Primera División                                                    |
| 2002-2003 | 18.º   | 1.ª División | 36     | Subcampeón Copa del Rey                                                           |
| 2003-2004 | 6.º    | 2.ª División | 62     | Trofeo Zamora (Toño)                                                              |
| 2004-2005 | 5.º    | 2.ª División | 71     | Plusmarca propia de puntuación                                                    |
| 2005-2006 | 1.º    | 2.ª División | 78     | 3.º ascenso a Primera División/Campeón de Segunda División/Trofeo Pichichi (Uche) |
| 2006-2007 | 8.º    | 1.ª División | 54     | Primera permanencia de la historia/Juego Limpio/Equipo revelación                 |

Si en la temporada 2007/08 se salvó del descenso en la última jornada tras haber pasado apuros durante gran parte de la competición la siguiente se desarrolló con más problemas. A pesar de haber salido de los puestos de descenso gracias a una buena racha y jugadores como Camuñas o Adrián Colunga, en el tercio final de la temporada logró únicamente 4 puntos de los últimos 39 en juego por lo que el 23 de mayo de 2009 descendió matemáticamente a Segunda División tras perder en el Nuevo Colombino (0-1) frente al Racing de Santander. La temporada 2009/10, fue la peor, en cuanto a resultados, de los últimos 11 años finalizado la competición en noveno lugar.
Empezó la temporada con Javi López como nuevo entrenador, que procedía del Deportivo Alavés, tras descender a Segunda B la temporada anterior. Tras un comienzo dubitativo en la temporada 2009-10, con muchos empates, encadenó una racha de partidos perdidos. Javi López fue cesado el 28 de noviembre tras perder 0-2 contra la UD Salamanca en el Nuevo Colombino. Raül Agné fue contratado como nuevo entrenador, con el que logró mejores resultados, sobre todo en el final de Liga, y el equipo onubense se salvó.
El 20 de septiembre de 2010, al no poder realizar el pago de las nóminas de la plantilla, solicitó acogerse a la Ley Concursal con la intención de sanear cuentas, ello determinó que el 22 de octubre el consejo en pleno presentara su dimisión.
En la temporada 2010-11, tras llegar Carlos Ríos en reemplazo de Pablo Alfaro, el equipo remontó la situación y volvió a salvarse cómodamente.

### Vuelta a Segunda B
En la temporada 2014-15, el Recreativo volvió a Segunda B tras finalizar en vigésima posición y completando una muy mala temporada tanto en lo deportivo con lo económico, con los jugadores sin cobrar y tras el descenso con la posibilidad de desaparecer como entidad.
A finales de junio, se conoció la supuesta venta del club, con el objetivo de inscribirse en Segunda B y salvar económicamente al club. A mediados de octubre y tras un inicio bastante pobre en liga, José Domínguez fue destituido pese a tener la confianza de la plantilla. Su sustituto fue Alejandro Ceballos.
Al final de la temporada 2016-17 el equipo estuvo a punto de desaparecer por una deuda de 603 000 euros, pero saldó dicha deuda el último día que tenía de plazo.
En la temporada 2018/19, el Decano quedó primero (campeón del grupo IV) teniendo la racha más importante en toda la historia del equipo: 22 partidos consecutivos sin perder, lo que le hizo ser el mejor equipo de España de Primera, Segunda y Segunda B de la temporada 2018/19, encontrándose en un buen momento para su ansiado ascenso a Segunda División española. Al quedar primero, tuvo la ventaja de poder jugar una única eliminatoria; su rival fue el Fuenlabrada. El resultado del partido de ida (Fernando Torres) fue 3-0 y el de la vuelta (Nuevo Colombino) fue 1-1. Por tanto, el Fuenlabrada ascendió automáticamente, el Decano quedó eliminado de la primera ronda y pasó a la segunda de Play-offs (segunda oportunidad por quedar primeros). En esta segunda ronda, su rival fue el Mirandés. El resultado del partido de ida (en Anduva) fue 1-0 y el de la vuelta (en el Nuevo Colombino) fue 1-1. En este último partido, el Recreativo marcó nada más empezar en la segunda parte (por lo que iban ganando 1-0), y se iba a entrar en la prórroga; sin embargo, un tanto del Mirandés de en el último minuto de descuento expulsó al Decano del Fútbol Español del sueño de ascender tras 4 temporadas en Segunda B.
El 9 de mayo de 2021 confirmó su descenso a Tercera RFEF, que vendría a ser la quinta categoría tras la reestructuración del ascenso español, tras la victoria del equipo filial de la U. D. Las Palmas por 4-2 sobre el Yeclano Deportivo.
En la temporada 2021-2022 el equipo consiguió el ascenso directo a Segunda RFEF, tras quedar campeón del grupo X a falta de tres jornadas para el final de la liga regular.
En la temporada 2022-2023 el equipo consiguió el ascenso por playoffs a Primera RFEF, tras quedar segundo del grupo IV.
| Temporada | Puesto  | Categoría         | Puntos | Logro a destacar |
| --------- | ------- | ----------------- | ------ | --- |
| 2018-2019 | 1.º     | 2.ª División B    | 78     | Plusmarca de partidos seguidos sin perder (22) Campeón del Grupo IV de Segunda B Trofeo Zamora del Grupo IV de Segunda B (Marc Martínez) |
| 2019-2020 | 13.º    | 2.ª División B    | 33     | Temporada interrumpida por COVID-19 |
| 2020-2021 | 8.º/6.º | 2.ª División B    | 20/23  | Dos fases. Descenso. |
| 2021-2022 | 1.º     | 3.ª División RFEF | 77     | 5.ª categoría |
| 2022-2023 | 2.º     | 2.ª Federación    | 63     | 4.ª categoría |
| 2023-2024 | 6.º     | 1.ª Federación    | 61     | 3.ª categoría |

## Escudo
Escudo de plata (blanco), al centro las iniciales del club de azur (azul) entrelazadas y rodeadas por un círculo de oro (amarillo), todo ello timbrado con la corona real. La forma del escudo es parecido a la típica boca de casulla, pero de líneas más rectas en la parte inferior con filiera de azur (azul). Este sustituyó al original del Huelva Recreation Club de 1889. Durante las temporadas 2013-2014 y 2014-2015 volvieron a utilizar el escudo original de 1889 por la celebración de su 125 aniversario fundacional.

## Indumentaria
Los colores que caracterizan la primera equipación del Recreativo de Huelva son el albo o blanco y el azul; motivo por el cual sus jugadores y sus aficionados son apodados como los «albiazules».
- Uniforme local: Camiseta alba con franjas azules, pantalón albo y medias albas.
- Uniforme alternativo: Camiseta roja, pantalón y medias rojas.

### Evolución
| 1889    | 2010-11 | 2012-13 | 2013-14 | 2014-15 | 2017-18 | 2018-19 | 2019-20 | 2020-21 | 2021-22 |
| 2022-23 |         |         |         |         |         |         |         |         |         |

## Infraestructura
El Recreativo de Huelva ha regentado tres estadios a lo largo de su historia:

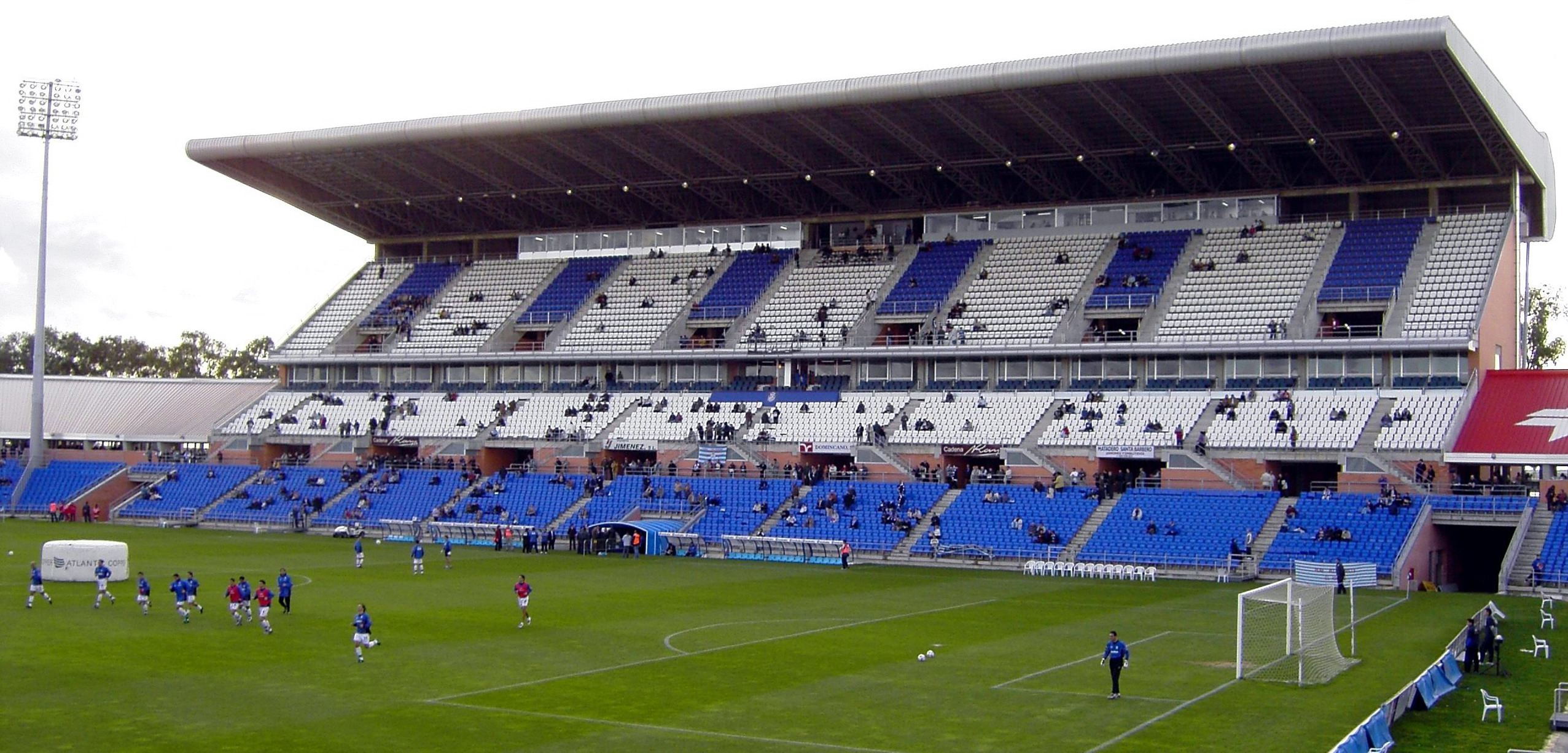
Nuevo Colombino. Tribuna principal.

- Campo del Velódromo. El club tuvo su primer recinto oficial a partir del 20 de agosto de 1892, que acogió al equipo hasta la década de 1960. Su inauguración estuvo presidida por la reina María Cristina y su hijo Alfonso XIII. Los terrenos fueron cedidos por la Rio Tinto Company Limited por 100 pesetas anuales a condición de que fueran dedicados a la práctica deportiva. Actualmente, en sus terrenos de la Alameda Sundheim ocupados por edificios, una plaza y una peña del club, se puede observar un monumento que hace referencia al decanato del equipo. (Ver antigua situación del Velódromo aquí)
- Estadio Colombino, denominado en su origen como Estadio Municipal. La segunda casa del club estaba situada en la populosa barriada de Isla Chica. Se trataba de un coliseo, inaugurado en 1957, que estaba rodeado por una pista de atletismo y con capacidad para 17 000 espectadores de pie o 13 000 sentados. Dejó de ser el estadio oficial del equipo en 2001, aunque no fue derruido hasta 2007 para la construcción de diversas instalaciones[50] (ver antigua situación del estadio aquí)
- Estadio Nuevo Colombino. Inaugurado de manera oficiosa el 8 de noviembre de 2001 en un partido amistoso frente al Newcastle United Football Club en el que vencieron los onubenses, su inauguración oficial se produjo con un partido que enfrentó a las selecciones de España y México, siendo esta la primera vez que la selección española acudía a Huelva; el resultado fue de 1-0 a favor de los españoles y el estadio se llenó al máximo de su capacidad (20 161 personas). Por otra parte, el edificio es utilizado también como la sede de la entidad, compuesto por distintos despachos que organizan todos los distintos estamentos del mismo. Asimismo los entrenamientos se llevan a cabo en la Ciudad Deportiva Decano del Fútbol Español, en las afueras de la ciudad (Ver actual situación del estadio aquí).

## Datos del club
Desde 2001 la mayoría de las instalaciones del club se encuentran situadas en el mismo Estadio Nuevo Colombino. Posee peñas repartidas por la ciudad y distintas provincias españolas.
- Dirección: Avenida del Decano del Fútbol Español s/n. 21001 Huelva (España)
- Número de socios: 10000[51] (en 2022)
- Número de peñas:142[52][53] (en 2010)
- Temporadas en 1.ª: 5
- Temporadas en 2.ª: 38
- Temporadas en 2.ª B: 14
- Temporadas en 3.ª: 23
- Temporadas en 1.ª Federación: 2
- Temporadas en 2.ª Federación: 1 (Temporada 2022-23)
- Temporadas en '3.ª Federación': 1 (Temporada 2021-22)
- Mejor puesto en la liga: 8.º (1.ª temporada: 2006-07)
- Mejor puesto temporal en la liga: 1.º (1.ª temporada: 1978-79)
- Peor puesto en la liga: 20.ª (1.ª (2008-09)
- Puesto histórico en Primera División: 42.º
- Mayor goleada conseguida:
  - Recreativo 14-2 Puerto Real CF (Tercera división 1960-61)
  - Recreativo 4-0 CD Tenerife (Segunda división 1977-78)
- Mayor goleada conseguida fuera de casa:
  - Atlético de Linares 1-9 Recreativo (Tercera división 1946-47)
- Mayor goleada encajada:
  - Real Murcia Club de Fútbol 7-0 Recreativo (3 veces; Copa 1932-33, Segunda División 1957-58 y 1982-83)
  - Club Deportivo Mestalla 7-0 Recreativo (Segunda División 1959-60)
  - C. D. E. Sabadell F. C. 7-0 Recreativo (Copa de la Liga 2.ª 1984-85)
- Mayor goleada encajada en casa:
  - Recreativo 1-5 Burgos Club de Fútbol (Primera División 1978-79)

### Palmarés
| Competición nacional (10 títulos)  | Títulos                                               | Subcampeonatos                              |
| ---------------------------------- | ----------------------------------------------------- | ------------------------------------------- |
| Copa de España (0)                 |                                                       | 2002-03. (1)                                |
| Segunda División de España (1)     | 2005-06                                               | 1977-78 (1)                                 |
| Segunda División "B" de España (0) | 2018-19 (Campeón del grupo IV)                        | 1990-91, 1997-98 (Campeonatos del grupo IV) |
| Tercera División de España (6)     | 1950-51, 1956-57, 1958-59, 1960-61, 1968-69 y 1973-74 | 1930-31 (1)                                 |

| Competición regional (4 títulos) | Títulos                    | Subcampeonatos         |
| -------------------------------- | -------------------------- | ---------------------- |
| Campeonato Regional Sur (1)      | 1917-18                    | 1916-17 y 1918-19. (2) |
| Campeonato Regional Oeste (3)    | 1932-33, 1933-34 y 1934-35 |                        |

#### Torneos amistosos y otras distinciones
- Trofeo Colombino (14): 1965, 1967, 1977, 1979, 1986, 1987, 1998, 2000, 2003, 2004, 2008, 2010, 2016 y 2017.
- Trofeo Ciudad de Motril (3): 1970, 1971 y 2008.[54]
- Copa Seamen's Institute (1): 1915.
- Trofeo Hotel Urbano (1): 1928.
- Copa Rábida (1): 1928.
- Trofeo Ciudad del Torcal (Antequera) (1): 1985.
- Trofeo Ciudad de Cáceres (1): 1988.
- Trofeo Concepción Arenal (1): 2006.[55]
- Trofeo Ciudad de Palma (1): 2013.
- Trofeo de la Sal (1): 2017.
- Memorial Manuel González Rodríguez (2): 2016 y 2021.
- Trofeo Antonio Concepción Reboura (1): 2021.
- Trofeo Platero (1): 2021.
- Medalla de oro de la Ciudad de Huelva, concedida en 1978 y en 2007.
- Distinción de la RFEF por el centenario del club en 1989.
- Medalla de Oro de Andalucía en 1990.
- Placa de plata de la Real Orden al Mérito Deportivo en 2006.
- Premio Jugador número 12 a la afición del Recreativo en 2008.[56]
- Bien de interés cultural (desde agosto de 2016).[57]

### Trofeos organizados por el club
Todos los años, por el mes de agosto, el Recreativo organiza el Trofeo Colombino de fútbol. Es un torneo veraniego de fútbol clásico que empezó a andar en el año 1965, bajo la presidencia de D. José Luis Martín Berrocal, fundador de este torneo, con un triangular en el que participaron los clubes más antiguos de Italia, el Génova, de Francia, el Racing de esta y de España, el Recre y en el que el decano se adjudicó este primer trofeo. Al campeón se le otorga una carabela de plata, siendo el Recreativo el que más trofeos ha conseguido (un total de 14), el último de ellos el verano de 2017.
Antes del comienzo de la temporada 2012-13 la entidad organizó un nuevo trofeo bajo la denominación de Trofeo Decano, en conmemoración de su sobrenombre como club más antiguo de España. En dicha primera edición se enfrentó al Real Madrid Castilla Club de Fútbol, quien tras el empate a dos goles al final del tiempo reglamentario se impuso por 4-3 en los lanzamientos de penalti.

### Patrocinios
En septiembre del 2012, el Recreativo de Huelva llegó a un acuerdo de patrocinio con dos clubes referentes del deporte onubense, el CB Conquero de baloncesto femenino y el CB IES La Orden de bádminton, ambos en la máxima categoría de sus deportes correspondientes, pasando a denominarse Toyota Recreativo Conquero y R.C. Recreativo de Huelva-IES La Orden respectivamente.

## Organigrama deportivo

### Entrenadores
A lo largo de su historia, el Recreativo ha contado con entrenadores como Franz Platko, Eusebio Ríos, Víctor Espárrago, Joaquín Caparrós, Lucas Alcaraz o Marcelino García Toral. Si bien durante los primeros años fueron los propios directivos-fundadores de la institución los que se ocuparon de la dirección deportiva, con la implantación del deporte en todo el país se comenzó a contratar profesionales que se ocuparan de ese cargo. A lo largo de los años de historia fueron ellos los máximos responsables técnicos del primer equipo, consiguiendo éxitos como los campeonatos de Andalucía y los diferentes ascensos a tercera y segunda división como fracasos en los que el equipo descendió a divisiones inferiores. Pero fue el vasco Eusebio Ríos el primer entrenador en conseguir un ascenso a Primera división, éxito igualado más de dos décadas después tanto por el preparador granadino Lucas Alcaraz González (que incluso lleva al equipo a la final de la Copa del Rey) como por el asturiano Marcelino García Toral.

### Presidencia y consejo de administración
- Presidente: Jesús Vázquez Muñoz

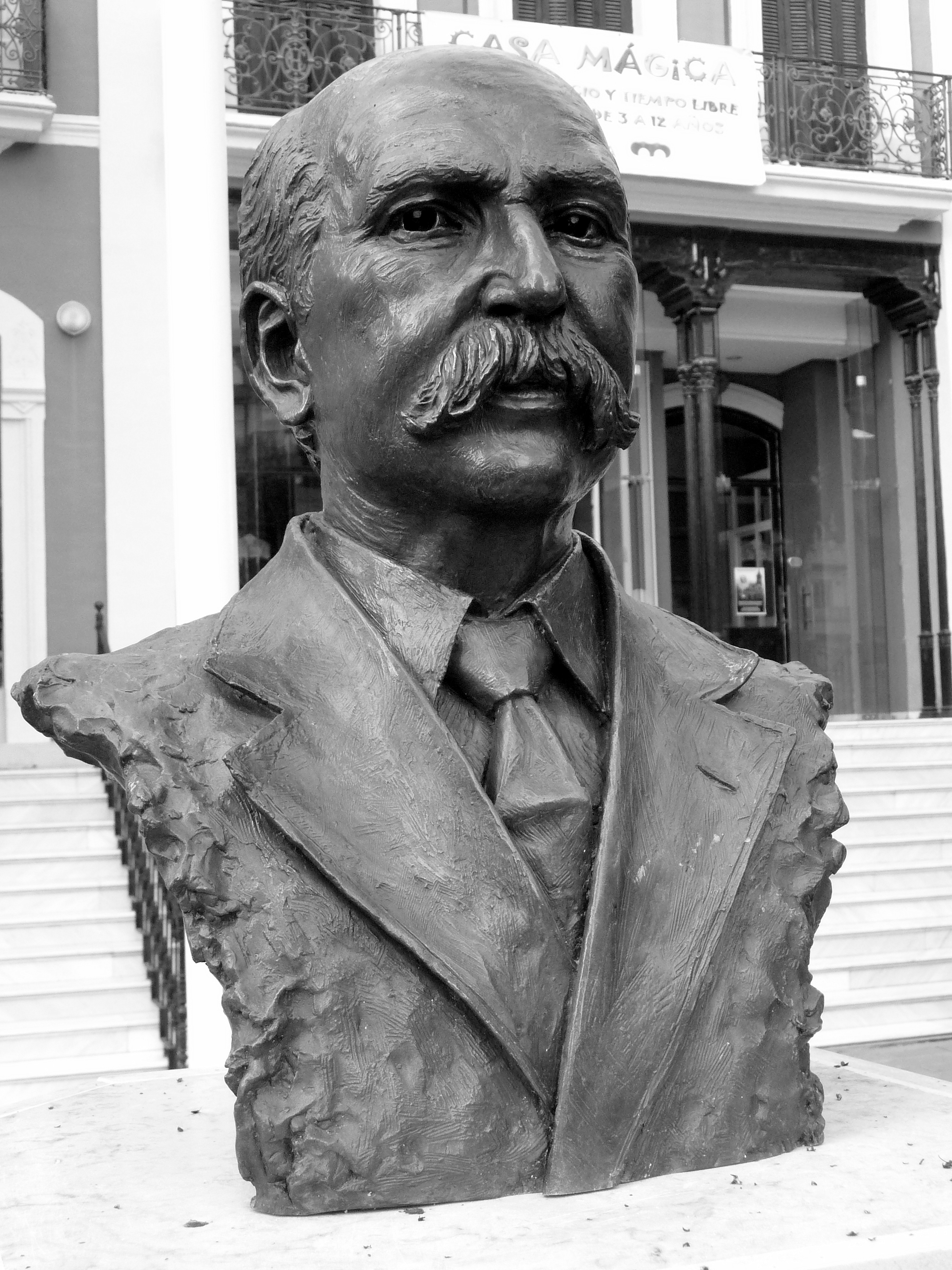
Monumento al escocés Charles Adams, el primer presidente del club, en la puerta de la Casa Colón. Busto obra de Elías Rodríguez Picón.

- Consejeros: Iván Morón Pendás y Miguel Ángel López-Tarrulla Martín.[63]
- Secretario: Nicolás Morón Pendás.
- Director General Deportivo: Daniel Alejo
- Adjunto Secretaría Técnica: Vicente Fuensalida.
- Coordinador Cantera: Juan Antonio Zamora.
- Adjunto Coordinador Cantera: Raúl Molina
- Departamento de Abonados: Manuel Pedraza.
- Departamento de Márketing y Publicidad: Fernando Cárdenas.
- Departamento de Prensa y Comunicación: Nardy Lafuente.
- Jefa de Administración: Montserrat Cañizares.
- Administración: María José Sánchez, María de la Cinta Hilazo y María del Mar Indiano Ramos.

Al ser fundado por ciudadanos británicos los primeros presidentes del club fueron ciudadanos extranjeros. Al primer presidente Charles Adams le sucedieron apellidos como Sutherland o Rickets no siendo hasta pasado el primer cuarto del siglo siguiente cuando José Ochoa de Mora se convertiría en el primer dirigente de la institución nacido en tierras onubenses. Desde entonces hombres como José Luis Martín Berrocal, José Martínez Oliva, De la Villa o Francisco Mendoza Taboada han asistido a los mejores momentos deportivos de la entidad.

## Temporadas
| Temporada | Cat | Liga     | Puesto | Copa del Rey |
| --------- | --- | -------- | ------ | ------------ |
| 1939-40   | 2   | 2.ª      | 6.º    |              |
| 1940-41   | 3   | 3.ª      | 2.º    |              |
| 1941-42   | 4   | 1.ª Reg. | 1.º    |              |
| 1942-43   | 4   | 1.ª Reg. | -      |              |
| 1943-44   | 3   | 3.ª      | 6.º    |              |
| 1944-45   | 3   | 3.ª      | 6.º    |              |
| 1945-46   | 3   | 3.ª      | 6.º    |              |
| 1946-47   | 3   | 3.ª      | 1.º    |              |
| 1947-48   | 3   | 3.ª      | 2.º    |              |
| 1948-49   | 3   | 3.ª      | 4.º    |              |
| 1949-50   | 3   | 3.ª      | 4.º    |              |
| 1950-51   | 3   | 3.ª      | 1.º    |              |
| 1951-52   | 3   | 3.ª      | 6.º    |              |
| 1952-53   | 3   | 3.ª      | 8.º    |              |
| 1953-54   | 3   | 3.ª      | 10.º   |              |
| 1954-55   | 3   | 3.ª      | 5.º    |              |
| 1955-56   | 3   | 3.ª      | 7.º    |              |
| 1956-57   | 3   | 3.ª      | 1.º    |              |
| 1957-58   | 2   | 2.ª      | 15.º   |              |
| 1958-59   | 3   | 3.ª      | 1.º    |              |

| Temporada | Cat | Liga | Puesto | Copa del Rey |
| --------- | --- | ---- | ------ | ------------ |
| 1959-60   | 2   | 2.ª  | 13.º   |              |
| 1960-61   | 3   | 3.ª  | 1.º    |              |
| 1961-62   | 2   | 2.ª  | 5.º    |              |
| 1962-63   | 2   | 2.ª  | 5.º    |              |
| 1963-64   | 2   | 2.ª  | 11.º   |              |
| 1964-65   | 2   | 2.ª  | 9.º    |              |
| 1965-66   | 2   | 2.ª  | 11.º   |              |
| 1966-67   | 2   | 2.ª  | 11.º   |              |
| 1967-68   | 2   | 2.ª  | 13.º   |              |
| 1968-69   | 3   | 3.ª  | 1.º    |              |
| 1969-70   | 3   | 3.ª  | 4.º    |              |
| 1970-71   | 3   | 3.ª  | 3.º    |              |
| 1971-72   | 3   | 3.ª  | 13.º   |              |
| 1972-73   | 3   | 3.ª  | 8.º    |              |
| 1973-74   | 3   | 3.ª  | 1.º    |              |
| 1974-75   | 2   | 2.ª  | 14.º   |              |
| 1975-76   | 2   | 2.ª  | 10.º   |              |
| 1976-77   | 2   | 2.ª  | 9.º    |              |
| 1977-78   | 2   | 2.ª  | 2.º    |              |
| 1978-79   | 1   | 1.ª  | 18.º   |              |

| Temporada | Cat | Liga  | Puesto | Copa del Rey |
| --------- | --- | ----- | ------ | ------------ |
| 1979-80   | 2   | 2.ª   | 12.º   |              |
| 1980-81   | 2   | 2.ª   | 16.º   |              |
| 1981-82   | 2   | 2.ª   | 14.º   |              |
| 1982-83   | 2   | 2.ª   | 10.º   |              |
| 1983-84   | 2   | 2.ª   | 12.º   |              |
| 1984-85   | 2   | 2.ª   | 10.º   |              |
| 1985-86   | 2   | 2.ª   | 9.º    |              |
| 1986-87   | 2   | 2.ª   | 3.º    |              |
| 1987-88   | 2   | 2.ª   | 15.º   |              |
| 1988-89   | 2   | 2.ª   | 5.º    |              |
| 1989-90   | 2   | 2.ª   | 19.º   |              |
| 1990-91   | 3   | 2.ª B | 2.º    |              |
| 1991-92   | 3   | 2.ª B | 6.º    |              |
| 1992-93   | 3   | 2.ª B | 8.º    |              |
| 1993-94   | 3   | 2.ª B | 3.º    |              |
| 1994-95   | 3   | 2.ª B | 14.º   |              |
| 1995-96   | 3   | 2.ª B | 8.º    |              |
| 1996-97   | 3   | 2.ª B | 4.º    |              |
| 1997-98   | 3   | 2.ª B | 2.º    |              |
| 1998-99   | 2   | 2.ª   | 12.º   |              |

| Temporada | Cat | Liga  | Puesto | Copa del Rey  |
| --------- | --- | ----- | ------ | ------------- |
| 1999-00   | 2   | 2.ª   | 21.º   |               |
| 2000-01   | 2   | 2.ª   | 6.º    |               |
| 2001-02   | 2   | 2.ª   | 3.º    | Dieciseisavos |
| 2002-03   | 1   | 1.ª   | 18.º   | Subcampeón    |
| 2003-04   | 2   | 2.ª   | 6.º    | Segunda ronda |
| 2004-05   | 2   | 2.ª   | 5.º    | Octavos       |
| 2005-06   | 2   | 2.ª   | 1.º    | Segunda ronda |
| 2006-07   | 1   | 1.ª   | 8.º    | Dieciseisavos |
| 2007-08   | 1   | 1.ª   | 16.º   | Octavos       |
| 2008-09   | 1   | 1.ª   | 20.º   | Dieciseisavos |
| 2009-10   | 2   | 2.ª   | 9.º    | Octavos       |
| 2010-11   | 2   | 2.ª   | 12.º   | Segunda ronda |
| 2011-12   | 2   | 2.ª   | 17.º   | Segunda ronda |
| 2012-13   | 2   | 2.ª   | 13.º   | Segunda ronda |
| 2013-14   | 2   | 2.ª   | 8.º    | Dieciseisavos |
| 2014-15   | 2   | 2.ª   | 20.º   | Tercera ronda |
| 2015-16   | 3   | 2.ª B | 13.º   | Primera ronda |
| 2016-17   | 3   | 2.ª B | 12.º   |               |
| 2017-18   | 3   | 2.ª B | 15.º   |               |
| 2018-19   | 3   | 2.ª B | 1.º    |               |

| \| Temporada \| Cat \| Liga \| Puesto \| Copa del Rey \| \| --------- \| --- \| -------- \| --------- \| ------------- \| \| 2019-20 \| 3 \| 2.ª B \| 13.º \| Dieciseisavos \| \| 2020-21 \| 3 \| 2.ª B \| 8.º / 6.º \| \| \| 2021-22 \| 5 \| 3.ª RFEF \| 1.º \| \| \| 2022-23 \| 4 \| 2.ª RFEF \| 2.º \| Primera ronda \| \| 2023-24 \| 3 \| 1.ª RFEF \| 6.° \| Primera ronda \| \| 2024-25 \| 3 \| 1.ª RFEF \| 19.º \| \| - 5 temporadas en La Liga - 38 temporadas en Segunda División - 14 temporadas en Segunda División B - 23 temporadas en Tercera División - 2 temporada en Primera Federación - 1 temporada en Segunda Federación - 1 temporada en Tercera Federación - 2 temporadas en Divisiones Regionales |     |          |           |               |
| Temporada | Cat | Liga     | Puesto    | Copa del Rey  |
| 2019-20 | 3   | 2.ª B    | 13.º      | Dieciseisavos |
| 2020-21 | 3   | 2.ª B    | 8.º / 6.º |               |
| 2021-22 | 5   | 3.ª RFEF | 1.º       |               |
| 2022-23 | 4   | 2.ª RFEF | 2.º       | Primera ronda |
| 2023-24 | 3   | 1.ª RFEF | 6.°       | Primera ronda |
| 2024-25 | 3   | 1.ª RFEF | 19.º      |               |

### Trayectoria histórica
Nota: La Segunda División B fue introducida en 1977 como categoría intermedia entre la Segunda División y Tercera División. En 2021 la Segunda División B y la Tercera División fueron sustituidas por la Primera, Segunda y Tercera Federación.